# Lijst van gemeentelijke monumenten in Gouda (centrum) H t/m Q

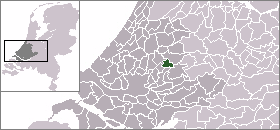
Gouda

Deze lijst geeft een overzicht van de gemeentelijke monumenten in de stad Gouda. In 2018 had Gouda 880 gemeentelijke monumenten. Meer afbeeldingen daarvan zijn te vinden in de categorie Gemeentelijke monumenten in Gouda op Wikimedia Commons. Zie voor de overige gemeentelijke monumenten Lijsten van gemeentelijke monumenten in Gouda en voor de rijksmonumenten de Lijst van rijksmonumenten in Gouda.

## Lijst van gemeentelijke monumenten in Gouda (centrum) H t/m Q
| Object | Bouwjaar                            | Architect                                     | Locatie                                                      | Coördinaten                  | Nr.         | Afbeelding |
| --- | ----------------------------------- | --------------------------------------------- | ------------------------------------------------------------ | ---------------------------- | ----------- | --- |
| Voormalig woonhuis, nu bedrijfspand met rode bakstenen tuitgevel en een zadeldak (Gouda-Centrum) | Ongeveer 1880                       |                                               | Hoefsteeg 1-3,                                               | 52° 0' 30" NB, 4° 42' 51" OL | GM 0513/9   | Voormalig woonhuis, nu bedrijfspand met rode bakstenen tuitgevel en een zadeldak (Gouda-Centrum) |
| Woonhuis/bedrijfspand met wit gepleisterde gevel, kroonlijst met zes consoles en een dwarskap met wolfseinden (Gouda-Centrum) | 17e eeuw                            |                                               | Hoefsteeg 10                                                 | 52° 0' 30" NB, 4° 42' 52" OL | GM 0513/10  | Woonhuis/bedrijfspand met wit gepleisterde gevel, kroonlijst met zes consoles en een dwarskap met wolfseinden (Gouda-Centrum) |
| Oorspronkelijk dubbel woonhuis in gebruik als winkel/woning met gepleisterde voorgevel en schijnvoegen, kroonlijst en een zadeldak. (Gouda-Centrum) | 1881                                |                                               | Hoge Gouwe 3-5,                                              | 52° 0' 36" NB, 4° 42' 36" OL | GM 0513/477 | Oorspronkelijk dubbel woonhuis in gebruik als winkel/woning met gepleisterde voorgevel en schijnvoegen, kroonlijst en een zadeldak. (Gouda-Centrum) |
| Winkel/woonhuis met gestucte voorgevel en schijnvoegen en -strekken, pui met zeven glas-in-loodbovenlichten en puibalk, kroonlijst en een mansardedak. (Gouda-Centrum) | 1875-1900                           |                                               | Hoge Gouwe 7                                                 | 52° 0' 36" NB, 4° 42' 36" OL | GM 0513/478 | Winkel/woonhuis met gestucte voorgevel en schijnvoegen en -strekken, pui met zeven glas-in-loodbovenlichten en puibalk, kroonlijst en een mansardedak. (Gouda-Centrum) |
| Winkel/woonhuis met gestucte gevel en schijnvoegen en -strekken, ondiep portiek, uitspringende etalages met smalle zuiltjes, borstwering met sierroosterwerk voor lichttoelating van de kelder, pui met puibalk gedecoreerd met gietijzeren bladeren, kroonlijst met consoles en een mansardedak (Gouda-Centrum) | Ongeveer 1850                       |                                               | Hoge Gouwe 9                                                 | 52° 0' 36" NB, 4° 42' 36" OL | GM 0513/479 | Winkel/woonhuis met gestucte gevel en schijnvoegen en -strekken, ondiep portiek, uitspringende etalages met smalle zuiltjes, borstwering met sierroosterwerk voor lichttoelating van de kelder, pui met puibalk gedecoreerd met gietijzeren bladeren, kroonlijst met consoles en een mansardedak (Gouda-Centrum)                                                                                            |
| Winkel/woonhuis met gepleisterde gevel met schijnvoegen en -strekken, natuurstenen borstwering, twee openingen met luiken en waaiervormig traliewerk voor de lichttoetreding in de kelder, portiek, bovenlichten van de etalage met glas in lood, pui met luifel en klossen, driezijdige erker met glas-in-loodbovenramen en daar boven een balkon, hoofdgestel met guttae en een schilddak (Gouda-Centrum)                                                                 | ongeveer 1915                       |                                               | Hoge Gouwe 11                                                | 52° 0' 36" NB, 4° 42' 35" OL | GM 0513/480 | Winkel/woonhuis met gepleisterde gevel met schijnvoegen en -strekken, natuurstenen borstwering, twee openingen met luiken en waaiervormig traliewerk voor de lichttoetreding in de kelder, portiek, bovenlichten van de etalage met glas in lood, pui met luifel en klossen, driezijdige erker met glas-in-loodbovenramen en daar boven een balkon, hoofdgestel met guttae en een schilddak (Gouda-Centrum) |
| Winkelpui met Jugendstil kenmerken. Pui met luifel en klossen, penanten op natuurstenen basementen, voorzien van gedecoreerde natuurstenen bekroningen. Twee afgeronde hoeken in wit en blauw geglazuurde bakstenen. Ondiep portiek met afgeronde zijwanden, borstwering met twee kozijnen en luiken. Etalage met glas-in-loodbovenlichten. Alleen de pui is een GM monument (Gouda-Centrum)                                                                                | 1920                                |                                               | Hoge Gouwe 13                                                | 52° 0' 36" NB, 4° 42' 35" OL | GM 0513/730 | Winkelpui met Jugendstil kenmerken. Pui met luifel en klossen, penanten op natuurstenen basementen, voorzien van gedecoreerde natuurstenen bekroningen. Twee afgeronde hoeken in wit en blauw geglazuurde bakstenen. Ondiep portiek met afgeronde zijwanden, borstwering met twee kozijnen en luiken. Etalage met glas-in-loodbovenlichten. Alleen de pui is een GM monument (Gouda-Centrum)                |
| Café en woonhuis (Gouda-Centrum) | 1875                                |                                               | Hoge Gouwe 19 & Peperstraat 2, 2a,                           | 52° 0' 35" NB, 4° 42' 34" OL | 0513/490    | Meer afbeeldingen |
| Dubbel woonhuis (Gouda-Centrum) | 1875                                |                                               | Hoge Gouwe 21                                                | 52° 0' 35" NB, 4° 42' 34" OL | GM 0513/481 | Meer afbeeldingen |
| Winkel/woonhuis (Gouda-Centrum) | 1885                                |                                               | Hoge Gouwe 23                                                | 52° 0' 35" NB, 4° 42' 34" OL | GM 0513/482 | Meer afbeeldingen |
| Voormalig R.K. Weeshuis en bewaarschool in Hollandse Renaissance stijl met speklagen, hoekblokken, boogvelden boven de ramen met siermetselwerk, diamantknoppen, cartouche, tuitgevel met schouderstukken. (Gouda-Centrum) | 1893-1894                           | C.P.W. Dessing, verbouwd door Jac. P. Dessing | Hoge Gouwe 31 & Peperstraat 16e                              | 52° 0' 34" NB, 4° 42' 33" OL | GM 0513/483 | Meer afbeeldingen |
| Winkel/woonhuis (Gouda-Centrum) | Ongeveer 1900                       |                                               | Hoge Gouwe 43                                                | 52° 0' 34" NB, 4° 42' 31" OL | GM 0513/484 | Winkel/woonhuis (Gouda-Centrum) |
| Winkel/woonhuis aan de Hoge Gouwe en twee woonhuizen in de Keizerstraat (Gouda-Centrum) | Ongeveer 1885                       |                                               | Hoge Gouwe 45-45a & Keizerstraat 5 en 7                      | 52° 0' 34" NB, 4° 42' 31" OL | GM 0513/449 | Meer afbeeldingen |
| Winkel/woonhuis (Gouda-Centrum) | Ongeveer 1862                       |                                               | Hoge Gouwe 49                                                | 52° 0' 33" NB, 4° 42' 30" OL | GM 0513/485 | Winkel/woonhuis (Gouda-Centrum) |
| Woonhuis/bedrijfsruimte (Gouda-Centrum) | Gevel uit 1957                      |                                               | Hoge Gouwe 53 en 55                                          | 52° 0' 33" NB, 4° 42' 29" OL | GM 0513/491 | Meer afbeeldingen |
| Woonhuis met drie bouwlagen en een trapgevel (Gouda-Centrum) | 1935                                |                                               | Hoge Gouwe 57                                                | 52° 0' 33" NB, 4° 42' 29" OL | GM 0513/492 | Woonhuis met drie bouwlagen en een trapgevel (Gouda-Centrum) |
| Dubbel woonhuis met drie bouwlagen in de stijl van de Nieuwe Zakelijkheid (Gouda-Centrum) | 1933                                |                                               | Hoge Gouwe 75-75a                                            | 52° 0' 34" NB, 4° 42' 27" OL | GM 0513/493 | Dubbel woonhuis met drie bouwlagen in de stijl van de Nieuwe Zakelijkheid (Gouda-Centrum) |
| Jugendstil pand, (Gouda-Centrum) | 1900, pui uit 1927                  | Hendrik Jan Nederhorst (1871-1928)            | Hoge Gouwe 89-89a,                                           | 52° 0' 35" NB, 4° 42' 25" OL | GM 0513/494 | Meer afbeeldingen |
| Woonhuis met drie bouwlagen, bakstenen lijstgevel en een mansardedak in Neorenaissance stijl, (Gouda-Centrum) | 1892                                |                                               | Hoge Gouwe 95                                                | 52° 0' 36" NB, 4° 42' 24" OL | GM 0513/105 | Woonhuis met drie bouwlagen, bakstenen lijstgevel en een mansardedak in Neorenaissance stijl, (Gouda-Centrum) |
| Voormalige winkel/woonhuis met drie bouwlagen, een lijstgevel en een schilddak (Gouda-Centrum) | 1909                                |                                               | Hoge Gouwe 133                                               | 52° 0' 38" NB, 4° 42' 21" OL | GM 0513/495 | Voormalige winkel/woonhuis met drie bouwlagen, een lijstgevel en een schilddak (Gouda-Centrum) |
| Woonhuis met drie bouwlagen, bakstenen lijstgevel en een schilddak (Gouda-Centrum) | 1890                                |                                               | Hoge Gouwe 137                                               | 52° 0' 38" NB, 4° 42' 21" OL | GM 0513/496 | Woonhuis met drie bouwlagen, bakstenen lijstgevel en een schilddak (Gouda-Centrum) |
| Winkel/woonhuis met een art-deco-pui uit 1928. Drie bouwlagen, een plat dak en een kroonlijst (Gouda-Centrum) | 1877                                |                                               | Hoge Gouwe 149                                               | 52° 0' 39" NB, 4° 42' 20" OL | GM 0513/497 | Winkel/woonhuis met een art-deco-pui uit 1928. Drie bouwlagen, een plat dak en een kroonlijst (Gouda-Centrum) |
| Winkel/woonhuis, vier bouwlagen, bakstenen lijstgevel met speklagen en een zadeldak (Gouda-Centrum) | Ongeveer 1877                       |                                               | Hoge Gouwe 157-159                                           | 52° 0' 39" NB, 4° 42' 19" OL | GM 0513/498 | Winkel/woonhuis, vier bouwlagen, bakstenen lijstgevel met speklagen en een zadeldak (Gouda-Centrum) |
| Lichtfabriek, voormalige elektriciteitscentrale met stijl invloeden van het rationalisme en de Art-Nouveau (gedeelte 1910) en het functionalisme (gedeelte 1939) (Gouda-Centrum) | Ongeveer 1910 - 1939                | L. Koole                                      | Hoge Gouwe 189                                               | 52° 0' 41" NB, 4° 42' 16" OL | GM 0513/862 | Meer afbeeldingen |
| Winkel/woonhuis met drie bouwlagen, lijstgevel, schilddak en Amsterdamse School invloeden (Gouda-Centrum) | 1800, pui uit 1923                  |                                               | Hoogstraat 1a                                                | 52° 0' 44" NB, 4° 42' 36" OL | GM 0513/178 | Winkel/woonhuis met drie bouwlagen, lijstgevel, schilddak en Amsterdamse School invloeden (Gouda-Centrum) |
| Winkel/woonhuis met drie bouwlagen, bakstenen lijstgevel, zadeldak en Lodewijk-XIV invloeden (Gouda-Centrum) | Ongeveer 1850                       |                                               | Hoogstraat 3                                                 | 52° 0' 44" NB, 4° 42' 36" OL | GM 0513/240 | Winkel/woonhuis met drie bouwlagen, bakstenen lijstgevel, zadeldak en Lodewijk-XIV invloeden (Gouda-Centrum) |
| Winkel/woonhuis met drie bouwlagen, op vlucht staande lijstgevel, schilddak met kroonlijst (Gouda-Centrum) | 1850-1875                           |                                               | Hoogstraat 5                                                 | 52° 0' 45" NB, 4° 42' 36" OL | GM 0513/180 | Winkel/woonhuis met drie bouwlagen, op vlucht staande lijstgevel, schilddak met kroonlijst (Gouda-Centrum) |
| Winkel/woonhuis, vier bouwlagen, op vlucht gebouwde lijstgevel en een zadeldak met kroonlijst (Gouda-Centrum) | Ongeveer 1875 - 1900                |                                               | Hoogstraat 7 & Naaierstraat 26e & 26f,                       | 52° 0' 45" NB, 4° 42' 36" OL | 0513/241    | Meer afbeeldingen |
| Winkel/woonhuis in de eclectische stijl met vier bouwlagen, bakstenen lijstgevel en mansardedak (Gouda-Centrum) | 1881                                |                                               | Hoogstraat 8                                                 | 52° 0' 45" NB, 4° 42' 36" OL | GM 0513/242 | Winkel/woonhuis in de eclectische stijl met vier bouwlagen, bakstenen lijstgevel en mansardedak (Gouda-Centrum) |
| Winkel/woonhuis in de eclectische stijl, vier bouwlagen, bakstenen lijstgevel, zadeldak en kroonlijst (Gouda-Centrum) | Ongeveer 1850                       |                                               | Hoogstraat 10                                                | 52° 0' 45" NB, 4° 42' 36" OL | GM 0513/243 | Winkel/woonhuis in de eclectische stijl, vier bouwlagen, bakstenen lijstgevel, zadeldak en kroonlijst (Gouda-Centrum) |
| Winkel/woonhuis (Gouda-Centrum) | Ongeveer 1875 - 1900                |                                               | Hoogstraat 12                                                | 52° 0' 45" NB, 4° 42' 36" OL | GM 0513/718 | Winkel/woonhuis (Gouda-Centrum) |
| Winkel/woonhuis (Gouda-Centrum) |                                     |                                               | Hoogstraat 13 & Naaierstraat 26c                             | 52° 0' 45" NB, 4° 42' 36" OL | GM 0513/244 | Meer afbeeldingen |
| Winkel/woonhuis (Gouda-Centrum) | Ongeveer 1900                       |                                               | Hoogstraat 15                                                | 52° 0' 45" NB, 4° 42' 35" OL | GM 0513/245 | Winkel/woonhuis (Gouda-Centrum) |
| Winkel/woonhuis (Gouda-Centrum) | Ongeveer 1923                       |                                               | Hoogstraat 16-18                                             | 52° 0' 46" NB, 4° 42' 36" OL | GM 0513/246 | Winkel/woonhuis (Gouda-Centrum) |
| Winkel/woonhuis (Gouda-Centrum) |                                     |                                               | Hoogstraat 17                                                | 52° 0' 45" NB, 4° 42' 35" OL | GM 0513/247 | Winkel/woonhuis (Gouda-Centrum) |
| Winkel/woonhuis (Gouda-Centrum) |                                     |                                               | Hoogstraat 19                                                | 52° 0' 46" NB, 4° 42' 35" OL | GM 0513/248 | Winkel/woonhuis (Gouda-Centrum) |
| Winkel/woonhuis (Gouda-Centrum) | Ongeveer 1875                       |                                               | Hoogstraat 21                                                | 52° 0' 46" NB, 4° 42' 35" OL | GM 0513/249 | Winkel/woonhuis (Gouda-Centrum) |
| Winkel/woonhuis in art-nouveaustijl (Gouda-Centrum) | Ongeveer 1905                       |                                               | Hoogstraat 22 & 22a                                          | 52° 0' 46" NB, 4° 42' 36" OL | GM 0513/250 | Winkel/woonhuis in art-nouveaustijl (Gouda-Centrum) |
| Winkel/woonhuis in eclectische stijl (Gouda-Centrum) | 1860                                |                                               | Hoogstraat 24-26,                                            | 52° 0' 46" NB, 4° 42' 36" OL | GM 0513/252 | Winkel/woonhuis in eclectische stijl (Gouda-Centrum) |
| Voormalig pakhuis en expeditieruimte van de firma Goedewaagen (Gouda-Centrum) | 1909                                |                                               | Houtenstraat 17, 19 & Vest 85, 87                            | 52° 0' 27" NB, 4° 42' 34" OL | GM 0513/864 | Meer afbeeldingen |
| Winkel/woonhuis, voormalig café de Sport (Gouda-Centrum) | 1875-1900                           |                                               | Houtmansgracht 1 & Lange Tiendeweg 111                       | 52° 0' 45" NB, 4° 42' 52" OL | GM 0513/606 | Meer afbeeldingen |
| Archeologisch monument. Resten van het voormalige Kasteel van Gouda (Gouda-Centrum) |                                     |                                               | Houtmansplantsoen                                            |                              | GM 0513/194 | Meer afbeeldingen |
| Woonhuis in eclectische bouwstijl met bakstenen lijstgevel en een zadeldak (Gouda-Centrum) | Ongeveer 1850 - 1875                |                                               | Houtmansplantsoen 23                                         | 52° 0' 34" NB, 4° 42' 55" OL | GM 0513/719 | Woonhuis in eclectische bouwstijl met bakstenen lijstgevel en een zadeldak (Gouda-Centrum) |
| Voormalige schoolmeesterswoning in traditionele stijl met rode bakstenen gevel, deur met bovenlicht, een snijraam met geometrisch motief, en een zadeldak. (Gouda-Centrum) | Ongeveer 1850 - 1875                |                                               | Jeruzalemstraat 11                                           | 52° 0' 39" NB, 4° 42' 47" OL | GM 0513/73  | Meer afbeeldingen |
| Toegangsportaal voormalige Remonstrantse kerk in Neo-Gotische stijl, achterzijde van Raam 83. (Gouda-Centrum) | Ongeveer 1870                       | A. Koorevaar                                  | Keizerstraat 2                                               | 52° 0' 33" NB, 4° 42' 28" OL | GM 0513/13  | Meer afbeeldingen |
| Woonhuis, voormalig pakhuis (Gouda-Centrum) | 1885                                |                                               | Keizerstraat 3                                               | 52° 0' 33" NB, 4° 42' 30" OL | GM 0513/554 | Woonhuis, voormalig pakhuis (Gouda-Centrum) |
| Winkel/woonhuis, voormalig café met gevelsteen:In het zonnetje. (Gouda-Centrum) | 1700-1800                           |                                               | Keizerstraat 4                                               | 52° 0' 33" NB, 4° 42' 30" OL | GM 0513/555 | Meer afbeeldingen |
| Voormalige volksgaarkeuken van de Henriëtta Hoffman stichting, met een bakstenen voorgevel in Neorenaissance (Gouda-Centrum) | Ongeveer 1889                       |                                               | Keizerstraat 6-8                                             | 52° 0' 33" NB, 4° 42' 30" OL | GM 0513/556 | Meer afbeeldingen |
| Pakhuis (Gouda-Centrum) | Ongeveer 1900                       |                                               | Keizerstraat 9 & 9a                                          | 52° 0' 33" NB, 4° 42' 31" OL | GM 0513/557 | Pakhuis (Gouda-Centrum) |
| Pakhuis (Gouda-Centrum) | Ongeveer 1880                       |                                               | Keizerstraat 14                                              | 52° 0' 32" NB, 4° 42' 30" OL | GM 0513/558 | Pakhuis (Gouda-Centrum) |
| Woonhuis met tuitgevel (Gouda-Centrum) | 1906                                |                                               | Keizerstraat 15                                              | 52° 0' 32" NB, 4° 42' 31" OL | GM 0513/559 | Woonhuis met tuitgevel (Gouda-Centrum) |
| Woonhuis met schilddak (Gouda-Centrum) | 1906                                |                                               | Keizerstraat 17                                              | 52° 0' 32" NB, 4° 42' 31" OL | GM 0513/560 | Woonhuis met schilddak (Gouda-Centrum) |
| Twee arbeiderswoningen met gele bakstenen klokgevel (Gouda-Centrum) | 1878                                |                                               | Keizerstraat 20-22                                           | 52° 0' 32" NB, 4° 42' 31" OL | GM 0513/561 | Meer afbeeldingen |
| Pakhuis met bovenwoning (Gouda-Centrum) | 1897                                |                                               | Keizerstraat 21-23                                           | 52° 0' 32" NB, 4° 42' 32" OL | GM 0513/562 | Pakhuis met bovenwoning (Gouda-Centrum) |
| Woonhuis/bedrijfsruimte met klokgevel (Gouda-Centrum) | 1904                                |                                               | Keizerstraat 52-54                                           | 52° 0' 31" NB, 4° 42' 32" OL | GM 0513/563 | Woonhuis/bedrijfsruimte met klokgevel (Gouda-Centrum) |
| Winkel/woonhuis (Gouda-Centrum) | 1882                                |                                               | Keizerstraat 53                                              | 52° 0' 31" NB, 4° 42' 34" OL | GM 0513/564 | Winkel/woonhuis (Gouda-Centrum) |
| Beneden en bovenwoning (Gouda-Centrum) | 1882                                |                                               | Keizerstraat 55-57                                           | 52° 0' 31" NB, 4° 42' 34" OL | GM 0513/565 | Beneden en bovenwoning (Gouda-Centrum) |
| Woonhuis (Gouda-Centrum) | Voorgevel uit 1899                  |                                               | Keizerstraat 58                                              | 52° 0' 31" NB, 4° 42' 33" OL | GM 0513/566 | Woonhuis (Gouda-Centrum) |
| Winkel/woonhuis (Gouda-Centrum) | 1934                                |                                               | Keizerstraat 63                                              | 52° 0' 31" NB, 4° 42' 35" OL | GM 0513/567 | Winkel/woonhuis (Gouda-Centrum) |
| Winkel/woonhuis (Gouda-Centrum) | Ongeveer 1900                       |                                               | Keizerstraat 80-82                                           | 52° 0' 30" NB, 4° 42' 35" OL | GM 0513/568 | Winkel/woonhuis (Gouda-Centrum) |
| Woonhuis met schilddak (Gouda-Centrum) | 1900                                |                                               | Keizerstraat 81                                              | 52° 0' 30" NB, 4° 42' 36" OL | GM 0513/569 | Woonhuis met schilddak (Gouda-Centrum) |
| Winkel/woonhuis (Gouda-Centrum) | 1912                                |                                               | Keizerstraat 84-86                                           | 52° 0' 30" NB, 4° 42' 35" OL | GM 0513/570 | Winkel/woonhuis (Gouda-Centrum) |
| Beneden en bovenwoning met schilddak (Gouda-Centrum) | 1850-1900                           |                                               | Keizerstraat 94-96                                           | 52° 0' 30" NB, 4° 42' 36" OL | GM 0513/571 | Beneden en bovenwoning met schilddak (Gouda-Centrum) |
| Laat Vijftiende-eeuwse gasthuiskapel van Sint-Barbara in de Keizerstraat, omgebouwd tot vier woonhuizen (Gouda-Centrum) | 1690                                |                                               | Keizerstraat 98-100, 102, 104, 106 & Kuiperstraat 42a, 44-46 | 52° 0' 29" NB, 4° 42' 36" OL | GM 0513/336 | Meer afbeeldingen |
| Winkel/woonhuis (Gouda-Centrum) | 1882                                |                                               | Kleiweg 1 & 5 voorheen 1-3-5,                                | 52° 0' 47" NB, 4° 42' 35" OL | GM 0513/253 | Meer afbeeldingen |
| Winkel/woning met Jugendstil- en rationalistische kenmerken (Gouda-Centrum) | Ongeveer 1910                       |                                               | Kleiweg 7                                                    | 52° 0' 47" NB, 4° 42' 35" OL | GM 0513/254 | Winkel/woning met Jugendstil- en rationalistische kenmerken (Gouda-Centrum) |
| Winkel/woonhuis (Gouda-Centrum) | 1916                                |                                               | Kleiweg 8-10                                                 | 52° 0' 47" NB, 4° 42' 36" OL | GM 0513/281 | Meer afbeeldingen |
| Winkel/woonhuis (Gouda-Centrum) | 1881                                |                                               | Kleiweg 14 en 16 & Nieuwe Markt 93                           | 52° 0' 48" NB, 4° 42' 36" OL | GM 0513/268 | Meer afbeeldingen |
| Winkel/woonhuis (Gouda-Centrum) | 1919                                |                                               | Kleiweg 18, 18a                                              | 52° 0' 48" NB, 4° 42' 36" OL | GM 0513/282 | Winkel/woonhuis (Gouda-Centrum) |
| Winkel/woonhuis met Jugendstil kenmerken (Gouda-Centrum) |                                     |                                               | Kleiweg 19-21-23-25                                          | 52° 0' 48" NB, 4° 42' 35" OL | GM 0513/269 | Meer afbeeldingen |
| Winkel/woonhuis (Gouda-Centrum) | 1850-1875                           |                                               | Kleiweg 27-29                                                | 52° 0' 49" NB, 4° 42' 35" OL | GM 0513/270 | Winkel/woonhuis (Gouda-Centrum) |
| De Fortuin. Pand met klokgevel, waarschijnlijk oorspronkelijk een trapgevel met aan de zijkanten en aan de top geprofileerde afdekplaten. Gevelsteen met Vrouwe Fortuna en het jaartal 1632. (Gouda-Centrum) | 1800                                |                                               | Kleiweg 35                                                   | 52° 0' 49" NB, 4° 42' 35" OL | GM 0513/271 | Meer afbeeldingen |
| Winkel/woonhuis (Gouda-Centrum) | Ongeveer 1890                       |                                               | Kleiweg 37                                                   | 52° 0' 50" NB, 4° 42' 35" OL | GM 0513/272 | Winkel/woonhuis (Gouda-Centrum) |
| Winkel/woonhuis (Gouda-Centrum) | Ongeveer 1890                       |                                               | Kleiweg 49-51                                                | 52° 0' 50" NB, 4° 42' 35" OL | GM 0513/273 | Winkel/woonhuis (Gouda-Centrum) |
| Winkel/woonhuis (Gouda-Centrum) | 1862                                |                                               | Kleiweg 53                                                   | 52° 0' 50" NB, 4° 42' 35" OL | GM 0513/274 | Winkel/woonhuis (Gouda-Centrum) |
| Winkel/woonhuis met Jugendstil decoraties (Gouda-Centrum) | Ongeveer 1900                       |                                               | Kleiweg 59, 59a                                              | 52° 0' 51" NB, 4° 42' 35" OL | GM 0513/275 | Winkel/woonhuis met Jugendstil decoraties (Gouda-Centrum) |
| Winkel/woonhuis met trapgevel (Gouda-Centrum) | Ongeveer 1910                       |                                               | Kleiweg 61                                                   | 52° 0' 51" NB, 4° 42' 35" OL | GM 0513/284 | Winkel/woonhuis met trapgevel (Gouda-Centrum) |
| Winkel/woonhuis in art-decostijl (Gouda-Centrum) | 1920-1935                           |                                               | Kleiweg 63-65                                                | 52° 0' 51" NB, 4° 42' 35" OL | GM 0513/283 | Winkel/woonhuis in art-decostijl (Gouda-Centrum) |
| Twee winkel/woonhuizen (Gouda-Centrum) | Ongeveer 1875 - 1900                |                                               | Kleiweg 79 & 81                                              | 52° 0' 52" NB, 4° 42' 35" OL | GM 0513/285 | Twee winkel/woonhuizen (Gouda-Centrum) |
| Winkel/woonhuis, winkelpui met pilasters en Korinthische kapitelen (Gouda-Centrum) | 1900                                |                                               | Kleiweg 82                                                   | 52° 0' 53" NB, 4° 42' 35" OL | GM 0513/276 | Winkel/woonhuis, winkelpui met pilasters en Korinthische kapitelen (Gouda-Centrum) |
| Winkel/woonhuis met bakstenen klokgevel (Gouda-Centrum) | ongeveer 1850                       |                                               | Kleiweg 84                                                   | 52° 0' 53" NB, 4° 42' 35" OL | GM 0513/277 | Winkel/woonhuis met bakstenen klokgevel (Gouda-Centrum) |
| Winkel/woonhuis, pui uit 1898 in Neorenaissancestijl, tweede verdieping uit 1908 (Gouda-Centrum) | Ongeveer 1850 - 1875                |                                               | Kleiweg 87-89                                                | 52° 0' 53" NB, 4° 42' 35" OL | GM 0513/278 | Winkel/woonhuis, pui uit 1898 in Neorenaissancestijl, tweede verdieping uit 1908 (Gouda-Centrum) |
| Winkel/woonhuis, winkelpui met art-decokenmerken - Opmerking: Op de GM beschrijving wordt 93 als huisnummer vermeld. De beschrijving en tekening gaat over nr.95 (Gouda-Centrum) | 1881                                |                                               | Kleiweg 95                                                   | 52° 0' 53" NB, 4° 42' 34" OL | GM 0513/286 | Winkel/woonhuis, winkelpui met art-decokenmerken * Opmerking: Op de GM beschrijving wordt 93 als huisnummer vermeld. De beschrijving en tekening gaat over nr.95 (Gouda-Centrum) |
| Winkel/woonhuis met overstekende bakgoot en gedecoreerde steunen in Chaletstijl (Gouda-Centrum) | 1907                                |                                               | Kleiweg 96 & Kazernestraat 19                                | 52° 0' 54" NB, 4° 42' 35" OL | GM 0513/279 | Meer afbeeldingen |
| Patriciërshuis met lijstgevel (XVIIIb), waarvan de kroonlijst wordt gedragen door gesneden Lodewijk XV consoles. Geprofileerde hardstenen vensterdorpels en een schilddak. (Gouda-Centrum) | Ongeveer 1800                       |                                               | Kleiweg 97                                                   | 52° 0' 53" NB, 4° 42' 34" OL | GM 0513/287 | Meer afbeeldingen |
| Voormalig koetshuis (Gouda-Centrum) | Ongeveer 1850 - 1875                |                                               | Kleiweg 101 & Regentesseplantsoen 47a, 47b,                  | 52° 0' 54" NB, 4° 42' 34" OL | GM 0513/288 | Meer afbeeldingen |
| Winkel/woonhuis (Gouda-Centrum) | 1911                                |                                               | Kleiwegstraat 5-7-9-11                                       | 52° 0' 51" NB, 4° 42' 33" OL | GM 0513/255 | Meer afbeeldingen |
| Winkel/woonhuis met tuitgevel (Gouda-Centrum) | 1913                                |                                               | Kleiwegstraat 6 & Nieuwehaven 4                              | 52° 0' 51" NB, 4° 42' 34" OL | GM 0513/256 | Meer afbeeldingen |
| Winkel/woonhuis met Neorenaissance invloeden (Gouda-Centrum) | Ongeveer 1900                       |                                               | Kleiwegstraat 10                                             | 52° 0' 51" NB, 4° 42' 34" OL | GM 0513/257 | Winkel/woonhuis met Neorenaissance invloeden (Gouda-Centrum) |
| Winkel/woonhuis met bakstenen lijstgevel, kroonlijst en schilddak (Gouda-Centrum) | 1800-1850                           |                                               | Kleiwegstraat 14                                             | 52° 0' 51" NB, 4° 42' 34" OL | GM 0513/258 | Winkel/woonhuis met bakstenen lijstgevel, kroonlijst en schilddak (Gouda-Centrum) |
| Winkel/woonhuis met gestucte lijstgevel, kroonlijst en mansardedak (Gouda-Centrum) | Ongeveer 1900, pui uit 1916         |                                               | Kleiwegstraat 16 en 18                                       | 52° 0' 51" NB, 4° 42' 33" OL | GM 0513/259 | Winkel/woonhuis met gestucte lijstgevel, kroonlijst en mansardedak (Gouda-Centrum) |
| Woonhuis met gepleisterde tuitgevel en zadeldak (Gouda-Centrum) | 1871                                |                                               | Kleiwegstraat 17                                             | 52° 0' 50" NB, 4° 42' 33" OL | GM 0513/106 | Woonhuis met gepleisterde tuitgevel en zadeldak (Gouda-Centrum) |
| Winkel/woonhuis met bakstenen lijstgevel, kroonlijst en zadeldak (Gouda-Centrum) | Ongeveer 1850                       |                                               | Kleiwegstraat 19-21                                          | 52° 0' 50" NB, 4° 42' 33" OL | GM 0513/260 | Winkel/woonhuis met bakstenen lijstgevel, kroonlijst en zadeldak (Gouda-Centrum) |
| Winkel/woonhuis, oorspronkelijk een pakhuis met bovenwoning, met bakstenen tuitgevel, twee nissen met daarin ANNO 1907, onderdorpels van groen geglazuurde baksteen, boogvelden met Jugendstil vlinderdecoraties, geveltop met penanten en smeedijzeren decoratie en schilddak baksteen (Gouda-Centrum) | 1907                                |                                               | Kleiwegstraat 22-24,                                         | 52° 0' 51" NB, 4° 42' 33" OL | GM 0513/261 | Winkel/woonhuis, oorspronkelijk een pakhuis met bovenwoning, met bakstenen tuitgevel, twee nissen met daarin ANNO 1907, onderdorpels van groen geglazuurde baksteen, boogvelden met Jugendstil vlinderdecoraties, geveltop met penanten en smeedijzeren decoratie en schilddak baksteen (Gouda-Centrum) |
| Winkel/woonhuis met gepleisterde tuitgevel met schouderstukken, tuit met fronton, 5 muurankers en zadeldak (Gouda-Centrum) | Ongeveer 1850                       |                                               | Kleiwegstraat 23                                             | 52° 0' 50" NB, 4° 42' 33" OL | GM 0513/262 | Winkel/woonhuis met gepleisterde tuitgevel met schouderstukken, tuit met fronton, 5 muurankers en zadeldak (Gouda-Centrum) |
| Winkel/woonhuis, bakstenen lijstgevel, gepleisterde pui, kroonlijst en mansardedak (Gouda-Centrum) | Ongeveer 1875 - 1900                |                                               | Kleiwegstraat 25 & Slapperdel 21                             | 52° 0' 50" NB, 4° 42' 32" OL | GM 0513/176 | Meer afbeeldingen |
| Winkel/woonhuis, bakstenen lijstgevel met speklagen, houten winkelpui in de Neorenaissancestijl, segmentbogen van verblendsteen, diamantknop als sluitsteen, boogvelden met siermetselwerk en mansardedak. Boven de dakkapel staat Anno 1851 (Gouda-Centrum) | 1903                                |                                               | Kleiwegstraat 28                                             | 52° 0' 51" NB, 4° 42' 33" OL | GM 0513/263 | Winkel/woonhuis, bakstenen lijstgevel met speklagen, houten winkelpui in de Neorenaissancestijl, segmentbogen van verblendsteen, diamantknop als sluitsteen, boogvelden met siermetselwerk en mansardedak. Boven de dakkapel staat Anno 1851 (Gouda-Centrum) |
| Woonhuis met lijstgevel, op de vlucht gebouwd, Empire ramen op de begane grond en schilddak (Gouda-Centrum) | ongeveer 1750                       |                                               | Komijnsteeg 1                                                | 52° 0' 33" NB, 4° 42' 38" OL | GM 0513/209 | Meer afbeeldingen |
| Woonhuis, voormalig pakhuis met bovenwoning, met klokgevel en schilddak (Gouda-Centrum) | eind 1800                           |                                               | Korte Dwarsstraat 1 en 2                                     | 52° 0' 46" NB, 4° 42' 22" OL | GM 0513/96  | Woonhuis, voormalig pakhuis met bovenwoning, met klokgevel en schilddak (Gouda-Centrum) |
| Horeca met bovenwoning, bakstenen lijstgevel, blank gelakte pui, in eclectische stijl met vijf pilasters voorzien van geometrische motieven en bewerkte composiet kapitelen, boogvelden met siertegels en een mansardedak (Gouda-Centrum) | 1896                                |                                               | Korte Groenendaal 1                                          | 52° 0' 40" NB, 4° 42' 35" OL | GM 0513/383 | Horeca met bovenwoning, bakstenen lijstgevel, blank gelakte pui, in eclectische stijl met vijf pilasters voorzien van geometrische motieven en bewerkte composiet kapitelen, boogvelden met siertegels en een mansardedak (Gouda-Centrum) |
| Winkel/woonhuis met witgeschilderde bakstenen tuitgevel met hijsbalk en gestucte decoratieve elementen. De tuit is als een ruit uitgevoerd. Het heeft een mansardedak (Gouda-Centrum) | 1902                                |                                               | Korte Groenendaal 7                                          | 52° 0' 40" NB, 4° 42' 35" OL | GM 0513/384 | Winkel/woonhuis met witgeschilderde bakstenen tuitgevel met hijsbalk en gestucte decoratieve elementen. De tuit is als een ruit uitgevoerd. Het heeft een mansardedak (Gouda-Centrum) |
| Winkel/woonhuis met bakstenen lijstgevel met speklagen, pui met twee authentieke pilasters, boogvelden met siermetselwerk, kroonlijst, dakkapel met wee pilasters en een fronton en een zadeldak (Gouda-Centrum) | 1902                                |                                               | Korte Groenendaal 11                                         | 52° 0' 40" NB, 4° 42' 34" OL | GM 0513/385 | Winkel/woonhuis met bakstenen lijstgevel met speklagen, pui met twee authentieke pilasters, boogvelden met siermetselwerk, kroonlijst, dakkapel met wee pilasters en een fronton en een zadeldak (Gouda-Centrum) |
| Winkel/woonhuis met bakstenen gevel, driezijdige erker met bakstenen borstwering, doorbroken bakgoot op gedecoreerde steunen, een stenen topgevel doorbreekt de goot en een plat dak (Gouda-Centrum) |                                     |                                               | Korte Groenendaal 13                                         | 52° 0' 40" NB, 4° 42' 34" OL | GM 0513/386 | Winkel/woonhuis met bakstenen gevel, driezijdige erker met bakstenen borstwering, doorbroken bakgoot op gedecoreerde steunen, een stenen topgevel doorbreekt de goot en een plat dak (Gouda-Centrum) |
| Winkel/woonhuis met drie bouwlagen waaronder een mezzanino, bakstenen voorgevel, zijgevel uit gele ijsselstenen en een plat dak (Gouda-Centrum) | 1885                                |                                               | Korte Groenendaal 24-26 & Naaierstraat 33                    | 52° 0' 41" NB, 4° 42' 33" OL | GM 0513/387 | Winkel/woonhuis met drie bouwlagen waaronder een mezzanino, bakstenen voorgevel, zijgevel uit gele ijsselstenen en een plat dak (Gouda-Centrum) |
| Drie woonhuizen (Gouda-Centrum) |                                     |                                               | Korte Noodgodsstraat 4-6-8                                   | 52° 0' 31" NB, 4° 42' 42" OL | GM 0513/521 | Meer afbeeldingen |
| Winkel/woonhuis (Gouda-Centrum) |                                     |                                               | Korte Tiendeweg 1-5 & Stoofsteeg 2                           | 52° 0' 42" NB, 4° 42' 42" OL | GM 0513/324 | Meer afbeeldingen |
| Horeca met bovenwoning (Gouda-Centrum) |                                     |                                               | Korte Tiendeweg 4                                            | 52° 0' 41" NB, 4° 42' 42" OL | GM 0513/325 | Horeca met bovenwoning (Gouda-Centrum) |
| Winkel met bovenwoning (Gouda-Centrum) | Ongeveer 1875 - 1900                |                                               | Korte Tiendeweg 7                                            | 52° 0' 42" NB, 4° 42' 42" OL | GM 0513/326 | Winkel met bovenwoning (Gouda-Centrum) |
| Horeca met bovenwoning (Gouda-Centrum) | Ongeveer 1875 - 1900                |                                               | Korte Tiendeweg 11-13                                        | 52° 0' 41" NB, 4° 42' 43" OL | GM 0513/327 | Horeca met bovenwoning (Gouda-Centrum) |
| Winkel/woonhuis (Gouda-Centrum) |                                     |                                               | Korte Tiendeweg 14 & Koster Gijzensteeg 1                    | 52° 0' 41" NB, 4° 42' 43" OL | GM 0513/328 | Winkel/woonhuis (Gouda-Centrum) |
| Winkel/woonhuis (Gouda-Centrum) |                                     |                                               | Korte Tiendeweg 16, 18 & Achter de Kerk 3, 4 & 4a tm e       | 52° 0' 41" NB, 4° 42' 43" OL | GM 0513/329 | Meer afbeeldingen |
| Winkel/woonhuis. Winkelpui in zwarte natuursteen en gelakt hout en een uithangbord in de stijl van de Nieuwe Zakelijkheid. (Gouda-Centrum) | Ongeveer 1930 - 1940                |                                               | Korte Tiendeweg 24, 24a & 26                                 | 52° 0' 40" NB, 4° 42' 43" OL | GM 0513/331 | Meer afbeeldingen |
| Vierkant brugwachtershuisje, gelegen naast de Kleiwegbrug, met 1 bouwlaag, aan 3 zijden een schuifvenster, vierde zijde een deur met bovenlicht en een plat dak. In 2022 gerestaureerd en de oorspronkelijke dakbekroning is nieuw teruggekeerd (Gouda-Centrum) | 1880                                | Burgersdijk                                   | Korte Vest 2a                                                | 52° 0' 55" NB, 4° 42' 36" OL | GM 0513/665 | Vierkant brugwachtershuisje, gelegen naast de Kleiwegbrug, met 1 bouwlaag, aan 3 zijden een schuifvenster, vierde zijde een deur met bovenlicht en een plat dak. In 2022 gerestaureerd en de oorspronkelijke dakbekroning is nieuw teruggekeerd (Gouda-Centrum) |
| Pakhuis van hout bestaande uit twee bouwlagen en een zadeldak (Gouda-Centrum) | begin 20e eeuw                      |                                               | Koster Gijzensteeg tussen 2 en 2a                            |                              | GM 0513/729 | Pakhuis van hout bestaande uit twee bouwlagen en een zadeldak (Gouda-Centrum) |
| Horeca/Woonhuis met drie bouwlagen, rode bakstenen voorgevel, afgeknotte tuitgevel, Frans balkon en schilddak. (Gouda-Centrum) - Opmerking: Bij de GM beschrijving wordt huisnummer 8 genoemd. Maar de beschrijving van het pand gaat over huisnummer 10. | begin 20e eeuw                      |                                               | Koster Gijzensteeg 10                                        | 52° 0' 40" NB, 4° 42' 41" OL | GM 0513/868 | Horeca/Woonhuis met drie bouwlagen, rode bakstenen voorgevel, afgeknotte tuitgevel, Frans balkon en schilddak. (Gouda-Centrum) * Opmerking: Bij de GM beschrijving wordt huisnummer 8 genoemd. Maar de beschrijving van het pand gaat over huisnummer 10. |
| Woonhuis/bedrijfspand met drie bouwlagen, rode bakstenen klokgevel en een zadeldak (Gouda-Centrum) | 1861                                |                                               | Kuiperstraat 14-16                                           | 52° 0' 30" NB, 4° 42' 39" OL | GM 0513/586 | Woonhuis/bedrijfspand met drie bouwlagen, rode bakstenen klokgevel en een zadeldak (Gouda-Centrum) |
| Woonhuis/bedrijfspand met drie bouwlagen, rode bakstenen voorgevel en een mansardedak (Gouda-Centrum) | 1911                                |                                               | Kuiperstraat 17-19                                           | 52° 0' 30" NB, 4° 42' 38" OL | GM 0513/587 | Woonhuis/bedrijfspand met drie bouwlagen, rode bakstenen voorgevel en een mansardedak (Gouda-Centrum) |
| Woonhuis met drie bouwlagen. Eerste verdieping met 2 T-vensters. (Gouda-Centrum) | Ongeveer 1875 - 1900                |                                               | Kuiperstraat 21                                              |                              | GM 0513/588 | Woonhuis met drie bouwlagen. Eerste verdieping met 2 T-vensters. (Gouda-Centrum) |
| Voormalige pijpenmakerij Van der Want met de nummers 22, 24, 26 en 28 (Gouda-Centrum) | Ongeveer 1875 - 1900                |                                               | Kuiperstraat 22                                              | 52° 0' 30" NB, 4° 42' 38" OL | GM 0513/1   | Meer afbeeldingen |
| Voormalige pijpenmakerij Van der Want, (Gouda-Centrum) | Ongeveer 1875 - 1900                |                                               | Kuiperstraat 24                                              | 52° 0' 30" NB, 4° 42' 38" OL | GM 0513/2   | Meer afbeeldingen |
| Voormalige pijpenmakerij Van der Want, (Gouda-Centrum) | Ongeveer 1875 - 1900                |                                               | Kuiperstraat 26                                              | 52° 0' 30" NB, 4° 42' 38" OL | GM 0513/3   | Meer afbeeldingen |
| Voormalige pijpenmakerij Van der Want, (Gouda-Centrum) | Ongeveer 1875 - 1900                |                                               | Kuiperstraat 28                                              | 52° 0' 30" NB, 4° 42' 38" OL | GM 0513/4   | Meer afbeeldingen |
| Woonhuis/bedrijfspand (Gouda-Centrum) | 1895                                |                                               | Kuiperstraat 25-27                                           | 52° 0' 29" NB, 4° 42' 38" OL | GM 0513/589 | Woonhuis/bedrijfspand (Gouda-Centrum) |
| Winkel/woonhuis met klokgevel en aanliggend toegangspoortje, verbouwd in 1956 (Gouda-Centrum) | 1921                                |                                               | Kuiperstraat 35                                              | 52° 0' 29" NB, 4° 42' 37" OL | GM 0513/590 | Meer afbeeldingen |
| Woonhuis met drie bouwlagen en een schilddak (Gouda-Centrum) | Ongeveer 1900                       |                                               | Kuiperstraat 41-43                                           | 52° 0' 29" NB, 4° 42' 36" OL | GM 0513/591 | Woonhuis met drie bouwlagen en een schilddak (Gouda-Centrum) |
| Woonhuis met 3 bouwlagen, gepleisterde klokgevel en zadeldak (Gouda-Centrum) | 1800                                |                                               | Kuiperstraat 45                                              | 52° 0' 29" NB, 4° 42' 36" OL | GM 0513/572 | Woonhuis met 3 bouwlagen, gepleisterde klokgevel en zadeldak (Gouda-Centrum) |
| Voormalig pakhuis met drie bouwlagen en een mezzanino. Wit gepleisterde voorgevel in eclectische stijl. (Gouda-Centrum) | 1860-1885                           |                                               | Lage Gouwe 4-6                                               | 52° 0' 37" NB, 4° 42' 36" OL | GM 0513/42  | Voormalig pakhuis met drie bouwlagen en een mezzanino. Wit gepleisterde voorgevel in eclectische stijl. (Gouda-Centrum) |
| Woonhuis met drie bouwlagen, driezijdige erker, balkon met balustrade, bovenramen met glas-in-loodvensters en een schilddak. (Gouda-Centrum) | 1915                                |                                               | Lage Gouwe 16-18                                             | 52° 0' 37" NB, 4° 42' 35" OL | GM 0513/499 | Woonhuis met drie bouwlagen, driezijdige erker, balkon met balustrade, bovenramen met glas-in-loodvensters en een schilddak. (Gouda-Centrum) |
| Twee winkels met bovenwoningen (Gouda-Centrum) | 1700-1800                           |                                               | Lage Gouwe 36-38 & 40                                        | 52° 0' 36" NB, 4° 42' 34" OL | GM 0513/43  | Meer afbeeldingen |
| Winkel/woonhuis met drie bouwlagen, kroonlijst en schilddak (Gouda-Centrum) | Ongeveer 1850 - 1875                |                                               | Lage Gouwe 42                                                | 52° 0' 36" NB, 4° 42' 33" OL | GM 0513/500 | Winkel/woonhuis met drie bouwlagen, kroonlijst en schilddak (Gouda-Centrum) |
| Woonhuis met drie bouwlagen, bakstenen lijstgevel en mansardedak (Gouda-Centrum) | ongeveer 1900                       |                                               | Lage Gouwe 50                                                | 52° 0' 36" NB, 4° 42' 33" OL | GM 0513/501 | Woonhuis met drie bouwlagen, bakstenen lijstgevel en mansardedak (Gouda-Centrum) |
| Woonhuis met drie bouwlagen, gepleisterde lijstgevel met schijnvoegen en een schilddak. (Gouda-Centrum) | Ongeveer 1870                       |                                               | Lage Gouwe 56                                                | 52° 0' 35" NB, 4° 42' 32" OL | GM 0513/502 | Woonhuis met drie bouwlagen, gepleisterde lijstgevel met schijnvoegen en een schilddak. (Gouda-Centrum) |
| Winkel/woonhuis met vier bouwlagen, gepleisterde tuitgevel met schijnvoegen en een zadeldak. (Gouda-Centrum) | 1900                                |                                               | Lage Gouwe 62                                                | 52° 0' 35" NB, 4° 42' 32" OL | GM 0513/503 | Winkel/woonhuis met vier bouwlagen, gepleisterde tuitgevel met schijnvoegen en een zadeldak. (Gouda-Centrum) |
| Winkel/woonhuis met drie bouwlagen, bakstenen lijstgevel en een schilddak. (Gouda-Centrum) |                                     |                                               | Lage Gouwe 66-68                                             | 52° 0' 35" NB, 4° 42' 31" OL | GM 0513/504 | Winkel/woonhuis met drie bouwlagen, bakstenen lijstgevel en een schilddak. (Gouda-Centrum) |
| Voormalig kaaspakhuis met drie bouwlagen, gevel met gestucte en gele bakstenen speklagen en een mansardedak. De toegang tot het pand bevindt zich op Lage Gouwe 70. (Gouda-Centrum) | Ongeveer 1920                       |                                               | Lage Gouwe 74, 74a, 74b                                      | 52° 0' 35" NB, 4° 42' 31" OL | GM 0513/505 | Voormalig kaaspakhuis met drie bouwlagen, gevel met gestucte en gele bakstenen speklagen en een mansardedak. De toegang tot het pand bevindt zich op Lage Gouwe 70. (Gouda-Centrum) |
| Woonhuis met drie bouwlagen, bakstenen gevel met rechts een risaliet, dakkapel en een plat dak met dakschilden. (Gouda-Centrum) | 1917                                |                                               | Lage Gouwe 84                                                | 52° 0' 35" NB, 4° 42' 30" OL | GM 0513/202 | Meer afbeeldingen |
| Woonhuis met voor- en achterhuis, drie bouwlagen, gepleisterde lijstgevel met twee schijnspekbanden, mansardedak met rode oude Hollandse pannen. (Gouda-Centrum) | 1900                                |                                               | Lage Gouwe 92-94                                             | 52° 0' 35" NB, 4° 42' 29" OL | GM 0513/622 | Woonhuis met voor- en achterhuis, drie bouwlagen, gepleisterde lijstgevel met twee schijnspekbanden, mansardedak met rode oude Hollandse pannen. (Gouda-Centrum) |
| Woonhuis/bedrijfspand (Gouda-Centrum) |                                     |                                               | Lage Gouwe 96, 96a                                           | 52° 0' 35" NB, 4° 42' 29" OL | GM 0513/508 | Woonhuis/bedrijfspand (Gouda-Centrum) |
| Woonhuis/bedrijfspand (Gouda-Centrum) | ongeveer 1915                       |                                               | Lage Gouwe 98                                                | 52° 0' 35" NB, 4° 42' 29" OL | GM 0513/509 | Woonhuis/bedrijfspand (Gouda-Centrum) |
| Woonhuis (Gouda-Centrum) | begin 1900                          |                                               | Lage Gouwe 102                                               | 52° 0' 35" NB, 4° 42' 28" OL | GM 0513/510 | Woonhuis (Gouda-Centrum) |
| Voormalig kaaspakhuis (Gouda-Centrum) |                                     |                                               | Lage Gouwe 108                                               | 52° 0' 35" NB, 4° 42' 28" OL | GM 0513/511 | Voormalig kaaspakhuis (Gouda-Centrum) |
| Winkel met bovenwoning & woonhuis en bedrijfsruimte met bovenwoning (Gouda-Centrum) | Ongeveer 1875                       |                                               | Lage Gouwe 116-118-118a & 120-122 & 124-126                  | 52° 0' 36" NB, 4° 42' 27" OL | GM 0513/512 | Meer afbeeldingen |
| Woonhuis (Gouda-Centrum) |                                     |                                               | Lage Gouwe 138                                               | 52° 0' 37" NB, 4° 42' 25" OL | GM 0513/82  | Woonhuis (Gouda-Centrum) |
| Woonhuis (Gouda-Centrum) | 1915                                |                                               | Lage Gouwe 152-154                                           | 52° 0' 38" NB, 4° 42' 24" OL | GM 0513/513 | Woonhuis (Gouda-Centrum) |
| Woonhuis: Het Swarte Paert (Gouda-Centrum) | 2e helft 19e eeuw                   |                                               | Lage Gouwe 160                                               | 52° 0' 38" NB, 4° 42' 23" OL | GM 0513/107 | Meer afbeeldingen |
| Woonhuis (Gouda-Centrum) | begin 20e eeuw                      |                                               | Lage Gouwe 162                                               | 52° 0' 38" NB, 4° 42' 23" OL | GM 0513/81  | Woonhuis (Gouda-Centrum) |
| Winkel/woonhuis (Gouda-Centrum) | Ongeveer 1890                       |                                               | Lage Gouwe 176                                               | 52° 0' 39" NB, 4° 42' 22" OL | GM 0513/515 | Winkel/woonhuis (Gouda-Centrum) |
| Woonhuis (Gouda-Centrum) | Ongeveer 1890                       |                                               | Lage Gouwe 178                                               | 52° 0' 39" NB, 4° 42' 22" OL | GM 0513/516 | Woonhuis (Gouda-Centrum) |
| Woonhuis/bedrijfsruimte (Gouda-Centrum) |                                     |                                               | Lage Gouwe 182                                               | 52° 0' 40" NB, 4° 42' 20" OL | GM 0513/119 | Woonhuis/bedrijfsruimte (Gouda-Centrum) |
| Woonhuis/bedrijfsruimte (Gouda-Centrum) |                                     |                                               | Lage Gouwe 184                                               | 52° 0' 40" NB, 4° 42' 20" OL | GM 0513/120 | Woonhuis/bedrijfsruimte (Gouda-Centrum) |
| Woonhuis/bedrijfsruimte (Gouda-Centrum) |                                     |                                               | Lage Gouwe 190 voorheen 188-190                              | 52° 0' 41" NB, 4° 42' 19" OL | GM 0513/123 | Woonhuis/bedrijfsruimte (Gouda-Centrum) |
| Woonhuis/bedrijfsruimte (Gouda-Centrum) | 16 of 17e eeuw                      |                                               | Lage Gouwe 194                                               | 52° 0' 41" NB, 4° 42' 19" OL | 0513/121    | Woonhuis/bedrijfsruimte (Gouda-Centrum) |
| Woonhuis/bedrijfsruimte (Gouda-Centrum) | 1900                                |                                               | Lage Gouwe 196                                               | 52° 0' 41" NB, 4° 42' 19" OL | GM 0513/122 | Woonhuis/bedrijfsruimte (Gouda-Centrum) |
| Voormalig herenhuis, nu woonhuis/bedrijfsruimte (Gouda-Centrum) | Ongeveer 1870                       |                                               | Lage Gouwe 212-214                                           | 52° 0' 42" NB, 4° 42' 18" OL | GM 0513/124 | Voormalig herenhuis, nu woonhuis/bedrijfsruimte (Gouda-Centrum) |
| Winkel/woonhuis (Gouda-Centrum) | 1901                                |                                               | Lage Gouwe 232                                               | 52° 0' 43" NB, 4° 42' 16" OL | GM 0513/517 | Winkel/woonhuis (Gouda-Centrum) |
| Woonhuis/bedrijfsruimte (Gouda-Centrum) | 1892                                |                                               | Lage Gouwe 248                                               | 52° 0' 43" NB, 4° 42' 15" OL | GM 0513/518 | Woonhuis/bedrijfsruimte (Gouda-Centrum) |
| Woonhuis met halsgevel in Neorenaissance stijl (Gouda-Centrum) | Ongeveer 1900 - 1925                |                                               | Lange Dwarsstraat 5                                          | 52° 0' 43" NB, 4° 42' 26" OL | GM 0513/93  | Woonhuis met halsgevel in Neorenaissance stijl (Gouda-Centrum) |
| Woonhuis/bedrijfsruimte (Gouda-Centrum) |                                     |                                               | Lange Dwarsstraat 7                                          | 52° 0' 43" NB, 4° 42' 26" OL | GM 0513/92  | Woonhuis/bedrijfsruimte (Gouda-Centrum) |
| Woonhuis (Gouda-Centrum) | ongeveer 1920                       |                                               | Lange Dwarsstraat 8                                          | 52° 0' 43" NB, 4° 42' 26" OL | GM 0513/138 | Woonhuis (Gouda-Centrum) |
| Woonhuis, voormalige garage (Gouda-Centrum) | 3e kwart 19e eeuw                   |                                               | Lange Dwarsstraat 11                                         | 52° 0' 43" NB, 4° 42' 26" OL | GM 0513/91  | Woonhuis, voormalige garage (Gouda-Centrum) |
| Woonhuis met drie bouwlagen, een klokgevel en zadeldak (Gouda-Centrum) | 1800-1900                           |                                               | Lange Dwarsstraat 12                                         | 52° 0' 44" NB, 4° 42' 26" OL | GM 0513/139 | Woonhuis met drie bouwlagen, een klokgevel en zadeldak (Gouda-Centrum) |
| Woonhuis met twee bouwlagen, een zadeldak en een tuitgevel met rollaag (Gouda-Centrum) | ongeveer 1875                       |                                               | Lange Dwarsstraat 13                                         | 52° 0' 43" NB, 4° 42' 26" OL | GM 0513/94  | Woonhuis met twee bouwlagen, een zadeldak en een tuitgevel met rollaag (Gouda-Centrum) |
| Woonhuis met drie bouwlagen, wit gepleisterde klokgevel en een zadeldak (Gouda-Centrum) |                                     |                                               | Lange Dwarsstraat 14                                         | 52° 0' 44" NB, 4° 42' 26" OL | GM 0513/140 | Woonhuis met drie bouwlagen, wit gepleisterde klokgevel en een zadeldak (Gouda-Centrum) |
| Woonhuis met twee bouwlagen, tuitgevel uit gele ijsselstenen en een zadeldak (Gouda-Centrum) |                                     |                                               | Lange Dwarsstraat 19                                         | 52° 0' 44" NB, 4° 42' 26" OL | GM 0513/80  | Woonhuis met twee bouwlagen, tuitgevel uit gele ijsselstenen en een zadeldak (Gouda-Centrum) |
| Woonhuis met drie bouwlagen, wit gepleisterde lijstgevel en een mansarde dak (Gouda-Centrum) |                                     |                                               | Lange Dwarsstraat 21-23                                      | 52° 0' 44" NB, 4° 42' 25" OL | GM 0513/95  | Woonhuis met drie bouwlagen, wit gepleisterde lijstgevel en een mansarde dak (Gouda-Centrum) |
| Woonhuis met drie bouwlagen, ingekorte klokgevel en een zadeldak (Gouda-Centrum) |                                     |                                               | Lange Dwarsstraat 31                                         | 52° 0' 44" NB, 4° 42' 25" OL | GM 0513/32  | Woonhuis met drie bouwlagen, ingekorte klokgevel en een zadeldak (Gouda-Centrum) |
| Woonhuis/bedrijfspand met drie bouwlagen, geknikte tuitgevel met pinakels, een mansardedak en een geveltop met pilasters (Gouda-Centrum) | Ongeveer 1900 - 1925                |                                               | Lange Dwarsstraat 35-37                                      | 52° 0' 44" NB, 4° 42' 25" OL | GM 0513/141 | Woonhuis/bedrijfspand met drie bouwlagen, geknikte tuitgevel met pinakels, een mansardedak en een geveltop met pilasters (Gouda-Centrum) |
| Voormalig kaaspakhuis met drie bouwlagen, een tuitgevel en een zadeldak (Gouda-Centrum) | Ongeveer 1900 - 1925                |                                               | Lange Dwarsstraat 39                                         | 52° 0' 45" NB, 4° 42' 24" OL | GM 0513/142 | Voormalig kaaspakhuis met drie bouwlagen, een tuitgevel en een zadeldak (Gouda-Centrum) |
| Woonhuis met twee bouwlagen, afgeknotte halsgevel en een mansardedak met rode kruispannen (Gouda-Centrum) | ongeveer 1850                       |                                               | Lange Dwarsstraat 41                                         | 52° 0' 45" NB, 4° 42' 24" OL | GM 0513/79  | Woonhuis met twee bouwlagen, afgeknotte halsgevel en een mansardedak met rode kruispannen (Gouda-Centrum) |
| Voormalige werkplaats met bovenwoning met drie bouwlagen, een gevel in gele ijsselsteentjes en Amsterdamse School kenmerken en een mansardekap met zwarte Hollandse pannen (Gouda-Centrum) |                                     |                                               | Lange Dwarsstraat 45                                         | 52° 0' 45" NB, 4° 42' 24" OL | GM 0513/143 | Voormalige werkplaats met bovenwoning met drie bouwlagen, een gevel in gele ijsselsteentjes en Amsterdamse School kenmerken en een mansardekap met zwarte Hollandse pannen (Gouda-Centrum) |
| Twee winkel/woonhuizen met twee bouwlagen en een gepleisterde lijstgevel (Gouda-Centrum) | ongeveer 1850                       |                                               | Lange Groenendaal 32 & 34-36                                 | 52° 0' 40" NB, 4° 42' 32" OL | GM 0513/364 | Meer afbeeldingen |
| Winkel/woonhuis met twee bouwlagen, bakstenen lijstgevel en een schilddak (Gouda-Centrum) | 1900                                |                                               | Lange Groenendaal 37-39                                      |                              | GM 0513/365 | Winkel/woonhuis met twee bouwlagen, bakstenen lijstgevel en een schilddak (Gouda-Centrum) |
| Twee winkels met portiek en bovenwoning, drie bouwlagen, bakstenen lijstgevel en mansardedak (Gouda-Centrum) | 1903                                |                                               | Lange Groenendaal 41-43-45                                   | 52° 0' 40" NB, 4° 42' 31" OL | GM 0513/366 | Twee winkels met portiek en bovenwoning, drie bouwlagen, bakstenen lijstgevel en mansardedak (Gouda-Centrum) |
| Winkel/woonhuis in eclectische stijl met drie bouwlagen, lijstgevel met Korinthische pilasters en mansardedak (Gouda-Centrum) | Ongeveer 1880                       |                                               | Lange Groenendaal 47-49                                      | 52° 0' 39" NB, 4° 42' 31" OL | GM 0513/112 | Meer afbeeldingen |
| Winkel/woonhuis, met twee bouwlagen, gepleisterde klokgevel, zadeldak en twee gevelstenen met Anno 1643 (Gouda-Centrum) | 17e eeuw                            |                                               | Lange Groenendaal 51                                         | 52° 0' 39" NB, 4° 42' 31" OL | GM 0513/367 | Winkel/woonhuis, met twee bouwlagen, gepleisterde klokgevel, zadeldak en twee gevelstenen met Anno 1643 (Gouda-Centrum) |
| Winkel/woonhuis met twee bouwlagen, bakstenen lijstgevel met speklaag, zadeldak met rode Hollandse pannen. (Gouda-Centrum) | Ongeveer 1900                       |                                               | Lange Groenendaal 58                                         | 52° 0' 39" NB, 4° 42' 30" OL | GM 0513/368 | Winkel/woonhuis met twee bouwlagen, bakstenen lijstgevel met speklaag, zadeldak met rode Hollandse pannen. (Gouda-Centrum) |
| Winkel/woonhuis genaamd De Spiegel met drie bouwlagen, bakstenen gevel met Jugendstil kenmerken en een zadeldak. (Gouda-Centrum) | Voorgevel uit 1915                  |                                               | Lange Groenendaal 63-65                                      | 52° 0' 39" NB, 4° 42' 30" OL | GM 0513/369 | Winkel/woonhuis genaamd De Spiegel met drie bouwlagen, bakstenen gevel met Jugendstil kenmerken en een zadeldak. (Gouda-Centrum) |
| Winkel/woonhuis met twee bouwlagen, bakstenen lijstgevel met kroonlijst, pui met pilasters en een zadeldak en een achterhuis aan de Looierspoort (Gouda-Centrum) | 1875-1900                           |                                               | Lange Groenendaal 64 & Looierspoort 1                        | 52° 0' 39" NB, 4° 42' 29" OL | GM 0513/370 | Winkel/woonhuis met twee bouwlagen, bakstenen lijstgevel met kroonlijst, pui met pilasters en een zadeldak en een achterhuis aan de Looierspoort (Gouda-Centrum) |
| Twee winkel/woonhuizen met drie bouwlagen, bakstenen gevel met speklagen en een mansardedak (Gouda-Centrum) | Ongeveer 1905                       |                                               | Lange Groenendaal 66 & 68-68a                                | 52° 0' 39" NB, 4° 42' 29" OL | GM 0513/371 | Meer afbeeldingen |
| Twee winkel/woonhuizen met twee bouwlagen, gepleisterde gevel met schijnvoegen en kroonlijst en een zadeldak (Gouda-Centrum) | Ongeveer 1880 - 1900                |                                               | Lange Groenendaal 70-70d & 72-72a,                           | 52° 0' 39" NB, 4° 42' 29" OL | GM 0513/171 | Meer afbeeldingen |
| Nummer 74:Winkel/woonhuis met drie bouwlagen, bakstenen afgeknotte klokgevel en een mansardedak. Nummer 76-76a:Winkel/woonhuis met twee bouwlagen, bakstenen lijstgevel met hoofdgestel en een zadeldak (Gouda-Centrum) | Ongeveer 1850 - 1875                |                                               | Lange Groenendaal 74 & 76-76a                                | 52° 0' 39" NB, 4° 42' 28" OL | GM 0513/388 | Meer afbeeldingen |
| Spa, voormalig badhuis met Amsterdamse school kenmerken, (Gouda-Centrum) | 1921-1922                           | P.J. Jansen                                   | Lange Groenendaal 79-79a                                     | 52° 0' 38" NB, 4° 42' 29" OL | GM 0513/372 | Meer afbeeldingen |
| Winkel/woonhuis met drie bouwlagen, gepleisterde lijstgevel met schijnvoegen, kroonlijst met tandlijst en een zadeldak (Gouda-Centrum) | 1862                                |                                               | Lange Groenendaal 78-80                                      | 52° 0' 38" NB, 4° 42' 28" OL | GM 0513/373 | Winkel/woonhuis met drie bouwlagen, gepleisterde lijstgevel met schijnvoegen, kroonlijst met tandlijst en een zadeldak (Gouda-Centrum) |
| Winkel/woonhuis met drie bouwlagen waaronder een mezzanino, bakstenen lijstgevel met kroonlijst en een plat dak (Gouda-Centrum) | 1862                                |                                               | Lange Groenendaal 82-84                                      | 52° 0' 38" NB, 4° 42' 28" OL | GM 0513/374 | Winkel/woonhuis met drie bouwlagen waaronder een mezzanino, bakstenen lijstgevel met kroonlijst en een plat dak (Gouda-Centrum) |
| Winkel/woonhuis met twee bouwlagen, gepleisterde lijstgevel en een plat dak (Gouda-Centrum) | 18e eeuw                            |                                               | Lange Groenendaal 85                                         | 52° 0' 38" NB, 4° 42' 28" OL | GM 0513/375 | Winkel/woonhuis met twee bouwlagen, gepleisterde lijstgevel en een plat dak (Gouda-Centrum) |
| Winkel/woonhuis met drie bouwlagen, bakstenen lijstgevel met kroonlijst, pui met pilasters, getoogde dakkapel met wangen en een schilddak (Gouda-Centrum) | 1886                                |                                               | Lange Groenendaal 90-92                                      | 52° 0' 38" NB, 4° 42' 27" OL | GM 0513/376 | Winkel/woonhuis met drie bouwlagen, bakstenen lijstgevel met kroonlijst, pui met pilasters, getoogde dakkapel met wangen en een schilddak (Gouda-Centrum) |
| Woonhuis met drie bouwlagen, gepleisterde lijstgevel uit 1900 met schijnvoegen, met geprofileerde daklijst op klossen en een schilddak (Gouda-Centrum) | 1600                                |                                               | Lange Groenendaal 94                                         | 52° 0' 38" NB, 4° 42' 27" OL | GM 0513/377 | Woonhuis met drie bouwlagen, gepleisterde lijstgevel uit 1900 met schijnvoegen, met geprofileerde daklijst op klossen en een schilddak (Gouda-Centrum) |
| Bedrijfsruimte met bovenwoning met drie bouwlagen, bakstenen lijstgevel met gestucte rusticablokken en kroonlijst en een mansardedak (Gouda-Centrum) | 1893                                |                                               | Lange Groenendaal 96-96a                                     | 52° 0' 38" NB, 4° 42' 27" OL | GM 0513/389 | Bedrijfsruimte met bovenwoning met drie bouwlagen, bakstenen lijstgevel met gestucte rusticablokken en kroonlijst en een mansardedak (Gouda-Centrum) |
| Voorgebouw van het voormalig hofje Baartje Sanderserf (Gouda-Centrum) | Ongeveer 1910 - 1915                |                                               | Lange Groenendaal 100-102-104                                | 52° 0' 38" NB, 4° 42' 27" OL | GM 0513/390 | Meer afbeeldingen |
| Winkel/woonhuis in de stijl van de Amsterdamse School (Gouda-Centrum) | 1927                                |                                               | Lange Groenendaal 107                                        | 52° 0' 37" NB, 4° 42' 26" OL | GM 0513/391 | Winkel/woonhuis in de stijl van de Amsterdamse School (Gouda-Centrum) |
| Winkel, en bedrijfsruimte en twee bovenwoningen (Gouda-Centrum) | Ongeveer 1910                       |                                               | Lange Noodgodsstraat 5, 7, 9                                 | 52° 0' 32" NB, 4° 42' 46" OL | GM 0513/522 | Meer afbeeldingen |
| Woonhuis, voorheen winkel/woonhuis (Gouda-Centrum) | 1916                                |                                               | Lange Noodgodsstraat 27                                      | 52° 0' 33" NB, 4° 42' 47" OL | GM 0513/182 | Woonhuis, voorheen winkel/woonhuis (Gouda-Centrum) |
| Winkel/woonhuis (Gouda-Centrum) | Ongeveer 1882 - 1883                |                                               | Lange Tiendeweg 2                                            | 52° 0' 40" NB, 4° 42' 43" OL | GM 0513/338 | Meer afbeeldingen |
| Dubbel pand, winkel met twee bovenwoningen (Gouda-Centrum) | 1892                                |                                               | Lange Tiendeweg 5-7                                          | 52° 0' 41" NB, 4° 42' 44" OL | GM 0513/339 | Meer afbeeldingen |
| Winkel/woonhuis, de pui is vernieuwd (Gouda-Centrum) | voorgevel uit 1871                  |                                               | Lange Tiendeweg 6                                            | 52° 0' 40" NB, 4° 42' 44" OL | GM 0513/340 | Winkel/woonhuis, de pui is vernieuwd (Gouda-Centrum) |
| Winkel/woonhuis, de pui is vernieuwd (Gouda-Centrum) | 1910                                |                                               | Lange Tiendeweg 10                                           | 52° 0' 40" NB, 4° 42' 44" OL | GM 0513/341 | Winkel/woonhuis, de pui is vernieuwd (Gouda-Centrum) |
| Winkel/woonhuis, de pui is vernieuwd (Gouda-Centrum) | Ongeveer 1850                       |                                               | Lange Tiendeweg 11-13                                        | 52° 0' 41" NB, 4° 42' 45" OL | GM 0513/342 | Winkel/woonhuis, de pui is vernieuwd (Gouda-Centrum) |
| Winkel/woonhuis (Gouda-Centrum) | Ongeveer 1875 - 1900                |                                               | Lange Tiendeweg 15-17                                        | 52° 0' 41" NB, 4° 42' 45" OL | GM 0513/343 | Winkel/woonhuis (Gouda-Centrum) |
| Lange Tiendeweg 18-20, Winkel/woonhuis met Jugendstil kenmerken (Gouda-Centrum) | 1906                                |                                               | Lange Tiendeweg 18-20                                        | 52° 0' 40" NB, 4° 42' 44" OL | GM 0513/344 | Meer afbeeldingen |
| Winkel/woonhuis, gevel uit de 1900 (Gouda-Centrum) | 1600-1700                           |                                               | Lange Tiendeweg 23 & Zeugstraat 2                            | 52° 0' 42" NB, 4° 42' 46" OL | GM 0513/345 | Winkel/woonhuis, gevel uit de 1900 (Gouda-Centrum) |
| Winkel/woonhuis, geveltop rond 1900 (Gouda-Centrum) | pui uit 1904                        |                                               | Lange Tiendeweg 25                                           | 52° 0' 42" NB, 4° 42' 47" OL | GM 0513/346 | Winkel/woonhuis, geveltop rond 1900 (Gouda-Centrum) |
| Winkel/woonhuis met neorenaissance pui (Gouda-Centrum) | 1895                                |                                               | Lange Tiendeweg 26-28                                        | 52° 0' 41" NB, 4° 42' 45" OL | GM 0513/350 | Winkel/woonhuis met neorenaissance pui (Gouda-Centrum) |
| Winkel/woonhuis (Gouda-Centrum) | Ongeveer 1860                       |                                               | Lange Tiendeweg 27-27a                                       | 52° 0' 42" NB, 4° 42' 47" OL | GM 0513/347 | Winkel/woonhuis (Gouda-Centrum) |
| Hoekpand. Winkel/woonhuis (Gouda-Centrum) | Ongeveer 1850                       |                                               | Lange Tiendeweg 32, hoekpand Jeruzalemstraat 2a              |                              | GM 0513/348 | Meer afbeeldingen |
| Winkel/woonhuis (Gouda-Centrum) | 1700                                |                                               | Lange Tiendeweg 34                                           | 52° 0' 41" NB, 4° 42' 46" OL | GM 0513/731 | Winkel/woonhuis (Gouda-Centrum) |
| Winkel/woonhuis (Gouda-Centrum) | 1882                                |                                               | Lange Tiendeweg 36-40 & 42,                                  | 52° 0' 41" NB, 4° 42' 47" OL | GM 0513/349 | Winkel/woonhuis (Gouda-Centrum) |
| Winkel/woonhuis (Gouda-Centrum) | Ongeveer 1900                       |                                               | Lange Tiendeweg 44-46,                                       | 52° 0' 41" NB, 4° 42' 47" OL | GM 0513/351 | Winkel/woonhuis (Gouda-Centrum) |
| Woonhuis (Gouda-Centrum) | 1902                                |                                               | Lange Tiendeweg 54                                           | 52° 0' 42" NB, 4° 42' 48" OL | GM 0513/195 | Woonhuis (Gouda-Centrum) |
| Voormalig pakhuis in gebruik als winkel/woonhuis (Gouda-Centrum) | 1922                                |                                               | Lange Tiendeweg 55a-55b                                      | 52° 0' 43" NB, 4° 42' 50" OL | GM 0513/352 | Voormalig pakhuis in gebruik als winkel/woonhuis (Gouda-Centrum) |
| Winkel/woonhuis (Gouda-Centrum) | 1895                                |                                               | Lange Tiendeweg 57-59                                        | 52° 0' 43" NB, 4° 42' 50" OL | GM 0513/353 | Winkel/woonhuis (Gouda-Centrum) |
| Winkel/woonhuis met frans balkon (Gouda-Centrum) | Ongeveer 1850                       |                                               | Lange Tiendeweg 60                                           | 52° 0' 42" NB, 4° 42' 48" OL | GM 0513/354 | Winkel/woonhuis met frans balkon (Gouda-Centrum) |
| Winkel/woonhuis met gestucte lijstgevel en schijnvoegen (Gouda-Centrum) | Ongeveer 1850                       |                                               | Lange Tiendeweg 62                                           | 52° 0' 42" NB, 4° 42' 49" OL | GM 0513/355 | Winkel/woonhuis met gestucte lijstgevel en schijnvoegen (Gouda-Centrum) |
| Winkel/woonhuis in Amsterdamse School stijl (Gouda-Centrum) | 1924                                |                                               | Lange Tiendeweg 67 & Paradijs 10                             | 52° 0' 43" NB, 4° 42' 50" OL | GM 0513/356 | Winkel/woonhuis in Amsterdamse School stijl (Gouda-Centrum) |
| Voormalig pakhuis, in gebruik als winkel/woonhuis (Gouda-Centrum) | 1869                                |                                               | Lange Tiendeweg 68                                           | 52° 0' 42" NB, 4° 42' 50" OL | GM 0513/357 | Voormalig pakhuis, in gebruik als winkel/woonhuis (Gouda-Centrum) |
| Winkel/woonhuis met Jugendstil kenmerken (Gouda-Centrum) | 1906                                |                                               | Lange Tiendeweg 70-72                                        | 52° 0' 42" NB, 4° 42' 50" OL | GM 0513/146 | Winkel/woonhuis met Jugendstil kenmerken (Gouda-Centrum) |
| Winkel/woonhuis met een dakkapel in Neorenaissance stijl (Gouda-Centrum) | Ongeveer 1880                       |                                               | Lange Tiendeweg 71                                           | 52° 0' 44" NB, 4° 42' 51" OL | GM 0513/358 | Winkel/woonhuis met een dakkapel in Neorenaissance stijl (Gouda-Centrum) |
| Winkel/woonhuis met Jugendstil kenmerken, in gebruik als restaurant (Gouda-Centrum) | 1906                                |                                               | Lange Tiendeweg 74-76                                        | 52° 0' 43" NB, 4° 42' 50" OL | GM 0513/147 | Winkel/woonhuis met Jugendstil kenmerken, in gebruik als restaurant (Gouda-Centrum) |
| Winkel/woonhuis, in 1931 verhoogd met een halve verdieping (Gouda-Centrum) | 1875                                |                                               | Lange Tiendeweg 86                                           | 52° 0' 43" NB, 4° 42' 51" OL | GM 0513/359 | Winkel/woonhuis, in 1931 verhoogd met een halve verdieping (Gouda-Centrum) |
| Voormalig woonhuis in gebruik als restaurant met bovenwoning (Gouda-Centrum) | 1875                                |                                               | Lange Tiendeweg 88-88a                                       | 52° 0' 43" NB, 4° 42' 51" OL | GM 0513/360 | Voormalig woonhuis in gebruik als restaurant met bovenwoning (Gouda-Centrum) |
| 't Oude Koetshuijs, voormalige stal, in gebruik als winkel/woonhuis (Gouda-Centrum) | 1889                                |                                               | Lange Tiendeweg 90                                           | 52° 0' 43" NB, 4° 42' 52" OL | GM 0513/361 | 't Oude Koetshuijs, voormalige stal, in gebruik als winkel/woonhuis (Gouda-Centrum) |
| Winkel/woonhuis (Gouda-Centrum) | 1881                                |                                               | Lange Tiendeweg 92                                           | 52° 0' 44" NB, 4° 42' 52" OL | GM 0513/362 | Winkel/woonhuis (Gouda-Centrum) |
| Winkel/woonhuis met het achterhuis aan de Geuzenstraat (Gouda-Centrum) | 1881                                |                                               | Lange Tiendeweg 96-98 & Geuzenstraat 3                       | 52° 0' 44" NB, 4° 42' 52" OL | GM 0513/363 | Winkel/woonhuis met het achterhuis aan de Geuzenstraat (Gouda-Centrum) |
| Woonhuis (Gouda-Centrum) | 1900                                |                                               | Lange Willemsteeg 10                                         | 52° 0' 31" NB, 4° 42' 29" OL | GM 0513/592 | Woonhuis (Gouda-Centrum) |
| 12 arbeiderswoningen met gele bakstenen lijstgevels en een plat dak, De nummers 6-16 hebben een tuitgevel en een zadeldak (Gouda-Centrum) | 1879                                |                                               | Looierspoort 3-13 (oneven) en 6-16 (even)                    | 52° 0' 40" NB, 4° 42' 29" OL | GM 0513/427 | Meer afbeeldingen |
| Voormalig winkel/woonruimte in gebruik als restaurant met achterhuis aan Achter de Kerk (Gouda-Centrum) | kap uit ongeveer 1400-1550          |                                               | Markt 4 & Achter de Kerk 8f                                  | 52° 0' 40" NB, 4° 42' 38" OL | GM 0513/857 | Voormalig winkel/woonruimte in gebruik als restaurant met achterhuis aan Achter de Kerk (Gouda-Centrum) |
| Winkel/woonhuis met Jugendstil kenmerken. In gebruik als restaurant met achterhuis aan Achter de Kerk (Gouda-Centrum) | 1910                                | H.J. Nederhorst                               | Markt 10-10a & Achter de Kerk 7b-7c                          | 52° 0' 41" NB, 4° 42' 40" OL | GM 0513/303 | Meer afbeeldingen |
| Winkel/woonhuis (Gouda-Centrum) | 1910. De pui is uit 1930            |                                               | Markt 11-11a                                                 | 52° 0' 41" NB, 4° 42' 40" OL | GM 0513/304 | Winkel/woonhuis (Gouda-Centrum) |
| Winkel/woonhuis met achterhuis aan de Koster Gijzensteeg (Gouda-Centrum) | 1899                                |                                               | Markt 16 & Koster Gijzensteeg 2d, 2e & 2f,                   | 52° 0' 41" NB, 4° 42' 41" OL | GM 0513/305 | Meer afbeeldingen |
| Winkel/woonhuis met achterhuis aan de Korte Tiendeweg (Gouda-Centrum) | 1875-1900                           |                                               | Markt 20 & Korte Tiendeweg 2                                 | 52° 0' 42" NB, 4° 42' 42" OL | GM 0513/306 | Winkel/woonhuis met achterhuis aan de Korte Tiendeweg (Gouda-Centrum) |
| Café Central (Gouda) met Art-Deco wandschilderingen. Het is Rijksmonument 517634 en een Gemeentelijk monument (Gouda-Centrum) | Ongeveer 1910 - 1920                |                                               | Markt 22-23                                                  | 52° 0' 42" NB, 4° 42' 42" OL | GM 0513/266 | Meer afbeeldingen |
| Winkel/woonhuis in gebruik als restaurant met bovenwoning (Gouda-Centrum) | 1912                                |                                               | Markt 24                                                     | 52° 0' 43" NB, 4° 42' 41" OL | GM 0513/307 | Winkel/woonhuis in gebruik als restaurant met bovenwoning (Gouda-Centrum) |
| Berging van Markt 25 aan de Zeugstraat. Het woonhuis Markt 25, is Rijksmonument 16854. De berging, een gemeentelijk monument, heeft een blinde gepleisterde gevel, staat aan het water, aan de onderkant zijn 4 Y-vormige ankers, houten goot met balkankers en rode dakpannen. (Gouda-Centrum) |                                     |                                               | Zeugstraat 9a, tegenover 56                                  | 52° 0' 43" NB, 4° 42' 41" OL | GM 0513/196 | Berging van Markt 25 aan de Zeugstraat. Het woonhuis Markt 25, is Rijksmonument 16854. De berging, een gemeentelijk monument, heeft een blinde gepleisterde gevel, staat aan het water, aan de onderkant zijn 4 Y-vormige ankers, houten goot met balkankers en rode dakpannen. (Gouda-Centrum) |
| Voormalig bankgebouw. Robuust hoog hoekpand uit 1914. Gebouwd in opdracht van Tobias Goedewaagen, vergroot in 1936. (Gouda-Centrum) | Ongeveer 1936                       | J.P. Stok                                     | Markt 37-38-39-39a en Achter de Waag 1                       | 52° 0' 44" NB, 4° 42' 38" OL | GM 0513/851 | Meer afbeeldingen |
| Winkel/woonhuis met drie bouwlagen. De bovenlichten van de ramen hebben art-deco-glas-in-loodvensters. In gebruik als horecagelegenheid (Gouda-Centrum) | 1850-1900                           |                                               | Markt 41-41a                                                 | 52° 0' 44" NB, 4° 42' 37" OL | GM 0513/44  | Winkel/woonhuis met drie bouwlagen. De bovenlichten van de ramen hebben art-deco-glas-in-loodvensters. In gebruik als horecagelegenheid (Gouda-Centrum) |
| Winkel/woonhuis met Neorenaissancistische dakkapel, in gebruik als horecagelegenheid. (Gouda-Centrum) | 1907                                |                                               | Markt 42                                                     | 52° 0' 44" NB, 4° 42' 37" OL | GM 0513/308 | Winkel/woonhuis met Neorenaissancistische dakkapel, in gebruik als horecagelegenheid. (Gouda-Centrum) |
| Café/woonhuis (Gouda-Centrum) | 1900                                |                                               | Markt 45                                                     | 52° 0' 44" NB, 4° 42' 36" OL | GM 0513/309 | Café/woonhuis (Gouda-Centrum) |
| Winkel/woonhuis in de stijl van de Delftse School (Gouda-Centrum) | ongeveer 1935                       |                                               | Markt 48 & Naaierstraat 26k                                  | 52° 0' 44" NB, 4° 42' 36" OL | GM 0513/310 | Winkel/woonhuis in de stijl van de Delftse School (Gouda-Centrum) |
| Winkel/woonhuis in gebruik als winkel/opslag (Gouda-Centrum) | Ongeveer 1875 - 1900                |                                               | Markt 49                                                     | 52° 0' 44" NB, 4° 42' 36" OL | GM 0513/191 | Winkel/woonhuis in gebruik als winkel/opslag (Gouda-Centrum) |
| Winkel/woonhuis (Gouda-Centrum) |                                     |                                               | Markt 52                                                     | 52° 0' 43" NB, 4° 42' 36" OL | GM 0513/311 | Winkel/woonhuis (Gouda-Centrum) |
| Winkel/woonhuis (Gouda-Centrum) | 1918                                |                                               | Markt 53                                                     | 52° 0' 43" NB, 4° 42' 36" OL | GM 0513/312 | Winkel/woonhuis (Gouda-Centrum) |
| Winkel/woonhuis (Gouda-Centrum) | Ongeveer 1850                       |                                               | Markt 56 & 57                                                | 52° 0' 43" NB, 4° 42' 36" OL | GM 0513/313 | Meer afbeeldingen |
| Herthuis Complex van drie winkel/woonhuizen (Gouda-Centrum) | nr.59 uit 1924 en nr.60-61 uit 1875 |                                               | Markt 59-61a                                                 | 52° 0' 42" NB, 4° 42' 36" OL | GM 0513/314 | Meer afbeeldingen |
| Winkel/woonhuis (Gouda-Centrum) | 1886                                |                                               | Markt 63                                                     | 52° 0' 42" NB, 4° 42' 36" OL | GM 0513/315 | Winkel/woonhuis (Gouda-Centrum) |
| Winkel/woonhuis (Gouda-Centrum) | 1904                                |                                               | Markt 65                                                     | 52° 0' 42" NB, 4° 42' 36" OL | GM 0513/316 | Winkel/woonhuis (Gouda-Centrum) |
| Winkel/woonhuis (Gouda-Centrum) | Ongeveer 1900                       |                                               | Markt 66 & het achterhuis aan Naaierstraat 31c               | 52° 0' 42" NB, 4° 42' 36" OL | GM 0513/317 | Winkel/woonhuis (Gouda-Centrum) |
| Twee bijna identieke winkel/woonhuizen (Gouda-Centrum) |                                     |                                               | Markt 67 & 68                                                | 52° 0' 41" NB, 4° 42' 36" OL | GM 0513/318 | Meer afbeeldingen |
| Winkel/woonhuis met een bakstenen trapgevel in Hollandse Neorenaissance stijl. Oorspronkelijk een politiebureau | 1900                                | L. Burgersdijk                                | Markt 71-72                                                  | 52° 0' 41" NB, 4° 42' 35" OL | GM 0513/74  | Meer afbeeldingen |
| Winkel/woonhuis (Gouda-Centrum) | 1916                                |                                               | Markt 74                                                     | 52° 0' 41" NB, 4° 42' 36" OL | GM 0513/337 | Winkel/woonhuis (Gouda-Centrum) |
| Voormalig pakhuis in gebruik als bedrijfspand/woonhuis (Gouda-Centrum) | 1800-1850                           |                                               | Minderbroederssteeg 1                                        | 52° 0' 29" NB, 4° 42' 49" OL | GM 0513/267 | Voormalig pakhuis in gebruik als bedrijfspand/woonhuis (Gouda-Centrum) |
| Woonhuis (Gouda-Centrum) | Ongeveer 1880                       |                                               | Minderbroederssteeg 4                                        | 52° 0' 28" NB, 4° 42' 49" OL | GM 0513/451 | Woonhuis (Gouda-Centrum) |
| Voormalig pakhuis/kantoor. Nu woonhuis (Gouda-Centrum) | Ongeveer 1880                       |                                               | Minderbroederssteeg 6-8,                                     | 52° 0' 28" NB, 4° 42' 49" OL | GM 0513/523 | Voormalig pakhuis/kantoor. Nu woonhuis (Gouda-Centrum) |
| Woonhuis en twee garages (Gouda-Centrum) | Ongeveer 1887                       |                                               | Minderbroederssteeg 14-16-18                                 | 52° 0' 29" NB, 4° 42' 50" OL | GM 0513/524 | Woonhuis en twee garages (Gouda-Centrum) |
| Voormalig magazijn. Oorspronkelijk een werkplaats voor leerbewerking. Industrieel gebouwd pand met vier bouwlagen en een gevelbrede glasinvulling van 45 ruiten (Gouda-Centrum) | 1920, verbouwing 1993               | 1993, F.H. Goppel - Gouda                     | Molenwerf 2a                                                 | 52° 0' 36" NB, 4° 42' 42" OL | GM 0513/724 | Voormalig magazijn. Oorspronkelijk een werkplaats voor leerbewerking. Industrieel gebouwd pand met vier bouwlagen en een gevelbrede glasinvulling van 45 ruiten (Gouda-Centrum) |
| Woonhuis met gepleisterde halsgevel (Gouda-Centrum) | Ongeveer 1872                       |                                               | Molenwerf 6                                                  | 52° 0' 36" NB, 4° 42' 43" OL | GM 0513/125 | Woonhuis met gepleisterde halsgevel (Gouda-Centrum) |
| Woonhuis met halsgevel (Gouda-Centrum) | Ongeveer 1872                       |                                               | Molenwerf 8                                                  | 52° 0' 36" NB, 4° 42' 44" OL | GM 0513/441 | Woonhuis met halsgevel (Gouda-Centrum) |
| Bedrijfsruimte en bovenwoning met neorenaissance kenmerken (Gouda-Centrum) | Ongeveer 1910                       |                                               | Molenwerf 12-14                                              | 52° 0' 36" NB, 4° 42' 44" OL | GM 0513/852 | Bedrijfsruimte en bovenwoning met neorenaissance kenmerken (Gouda-Centrum) |
| Dubbel woonhuis in eclectische stijl (Gouda-Centrum) | 1909                                |                                               | Molenwerf 24-26                                              | 52° 0' 37" NB, 4° 42' 45" OL | GM 0513/853 | Dubbel woonhuis in eclectische stijl (Gouda-Centrum) |
| Woonhuis in de stijl van de Delftse School (Gouda-Centrum) | 1938                                |                                               | Molenwerf 30                                                 | 52° 0' 37" NB, 4° 42' 45" OL | GM 0513/442 | Woonhuis in de stijl van de Delftse School (Gouda-Centrum) |
| Oorspronkelijk pakhuis met bovenwoning nu winkel/woonhuis (Gouda-Centrum) | 1874                                |                                               | Naaierstraat 3-4                                             | 52° 0' 41" NB, 4° 42' 32" OL | GM 0513/525 | Oorspronkelijk pakhuis met bovenwoning nu winkel/woonhuis (Gouda-Centrum) |
| Voormalig bedrijfspand nu woonhuis (Gouda-Centrum) | Oude kern uit 1925                  |                                               | Naaierstraat 7                                               | 52° 0' 42" NB, 4° 42' 32" OL | GM 0513/526 | Voormalig bedrijfspand nu woonhuis (Gouda-Centrum) |
| Winkel/woonhuis met gevelsteen datum 1903, wapen en de naam Manschot (Gouda-Centrum) | 1908                                |                                               | Naaierstraat 9                                               | 52° 0' 42" NB, 4° 42' 32" OL | GM 0513/527 | Meer afbeeldingen |
| Winkel/woonhuis met een bakstenen lijstgevel, speklagen en een mansardedak (Gouda-Centrum) | 1908                                |                                               | Naaierstraat 10-11                                           | 52° 0' 42" NB, 4° 42' 32" OL | GM 0513/528 | Winkel/woonhuis met een bakstenen lijstgevel, speklagen en een mansardedak (Gouda-Centrum) |
| Bedrijfsruimte met bovenwoning met gepleisterde lijstgevel met schijnvoegen en -strekken en een mansardedak (Gouda-Centrum) | Ongeveer 1880                       |                                               | Naaierstraat 17-18                                           | 52° 0' 43" NB, 4° 42' 32" OL | GM 0513/529 | Bedrijfsruimte met bovenwoning met gepleisterde lijstgevel met schijnvoegen en -strekken en een mansardedak (Gouda-Centrum) |
| Pakhuis en woonhuizen (Gouda-Centrum) | 1915                                |                                               | Naaierstraat 29-30-31                                        | 52° 0' 42" NB, 4° 42' 33" OL | GM 0513/530 | Pakhuis en woonhuizen (Gouda-Centrum) |
| Winkel/woonhuis, op de gevel staat 1914, met wit bepleisterde lijstgevel en een schilddak (Gouda-Centrum) | 1900-1925                           |                                               | Nieuwehaven 11                                               | 52° 0' 49" NB, 4° 42' 31" OL | GM 0513/148 | Winkel/woonhuis, op de gevel staat 1914, met wit bepleisterde lijstgevel en een schilddak (Gouda-Centrum) |
| Winkel/woonhuis met een pui in Amsterdamse School stijl. (Gouda-Centrum) | 1850-1900                           |                                               | Nieuwehaven 17                                               | 52° 0' 49" NB, 4° 42' 31" OL | GM 0513/149 | Winkel/woonhuis met een pui in Amsterdamse School stijl. (Gouda-Centrum) |
| Winkel/woonhuis met grauwe bakstenen voorgevel en een mansardedak (Gouda-Centrum) | Ongeveer 1900 - 1915                |                                               | Nieuwehaven 23                                               | 52° 0' 49" NB, 4° 42' 30" OL | GM 0513/150 | Winkel/woonhuis met grauwe bakstenen voorgevel en een mansardedak (Gouda-Centrum) |
| Woonhuis met Jugendstil- en Neorenaissance elementen (Gouda-Centrum) | 1900-1925                           |                                               | Nieuwehaven 27-29                                            | 52° 0' 49" NB, 4° 42' 30" OL | GM 0513/151 | Woonhuis met Jugendstil- en Neorenaissance elementen (Gouda-Centrum) |
| Woonhuis met eclectische kenmerken (Gouda-Centrum) | 1825-1850                           |                                               | Nieuwehaven 32                                               | 52° 0' 50" NB, 4° 42' 31" OL | GM 0513/645 | Woonhuis met eclectische kenmerken (Gouda-Centrum) |
| Woonhuis met rode bakstenen tuitgevel, zadeldak en de tekst: "GIJ KINDEREN LOOFT DEN HEERE" (Gouda-Centrum) |                                     |                                               | Nieuwehaven 37                                               | 52° 0' 48" NB, 4° 42' 28" OL | GM 0513/152 | Woonhuis met rode bakstenen tuitgevel, zadeldak en de tekst: "GIJ KINDEREN LOOFT DEN HEERE" (Gouda-Centrum) |
| Woonhuis met rode bakstenen geknikte gevel en een mansardedak en de tekst: "HIJ HEEFT HET U GEGEVEN". (Gouda-Centrum) | ongeveer 1850                       |                                               | Nieuwehaven 39                                               | 52° 0' 48" NB, 4° 42' 28" OL | GM 0513/153 | Woonhuis met rode bakstenen geknikte gevel en een mansardedak en de tekst: "HIJ HEEFT HET U GEGEVEN". (Gouda-Centrum) |
| Woonhuis met wit gepleisterde afgeknotte klokgevel en een mansardedak (Gouda-Centrum) | 1900                                |                                               | Nieuwehaven 41                                               | 52° 0' 48" NB, 4° 42' 28" OL | GM 0513/154 | Woonhuis met wit gepleisterde afgeknotte klokgevel en een mansardedak (Gouda-Centrum) |
| Voormalige brandweerkazerne, hoofdgebouw, slangentoren en paardenstal in Amsterdamse School stijl, nu in gebruik als winkel/appartementen (Gouda-Centrum) | 1929                                | J. M. Bakker en dhr. Oosten                   | Nieuwehaven 45, 45a-45e & Clarissenhof 1, 2, 3, 8, 9         | 52° 0' 48" NB, 4° 42' 28" OL | GM 0513/756 | Meer afbeeldingen |
| Woonhuis (Gouda-Centrum) |                                     |                                               | Nieuwehaven 53-55                                            | 52° 0' 47" NB, 4° 42' 26" OL | GM 0513/155 | Woonhuis (Gouda-Centrum) |
| Woonhuis in de stijl van het Inter Bellum (Gouda-Centrum) | 1928                                |                                               | Nieuwehaven 112                                              | 52° 0' 49" NB, 4° 42' 28" OL | GM 0513/646 | Woonhuis in de stijl van het Inter Bellum (Gouda-Centrum) |
| Bedrijfspand met bovenwoning en Jugendstil kenmerken (Gouda-Centrum) | 1909                                |                                               | Nieuwehaven 116-118                                          | 52° 0' 49" NB, 4° 42' 27" OL | GM 0513/647 | Bedrijfspand met bovenwoning en Jugendstil kenmerken (Gouda-Centrum) |
| Winkel/woonhuis van voormalig Hofje van Tams (Gouda-Centrum) | Ongeveer 1800                       |                                               | Nieuwehaven 148                                              | 52° 0' 48" NB, 4° 42' 27" OL | GM 0513/666 | Meer afbeeldingen |
| Bedrijfsruimte met bovenwoning (Gouda-Centrum) | eind 1900                           |                                               | Nieuwehaven 151-153                                          | 52° 0' 46" NB, 4° 42' 24" OL | GM 0513/156 | Bedrijfsruimte met bovenwoning (Gouda-Centrum) |
| Woonhuis met een bakstenen tuitgevel (Gouda-Centrum) | Ongeveer 1850                       |                                               | Nieuwehaven 196                                              | 52° 0' 47" NB, 4° 42' 25" OL | GM 0513/197 | Woonhuis met een bakstenen tuitgevel (Gouda-Centrum) |
| Woonhuis met klokgevel en achterhuis (Gouda-Centrum) | 1775-1800                           |                                               | Nieuwehaven 203-205-207                                      | 52° 0' 44" NB, 4° 42' 20" OL | GM 0513/83  | Meer afbeeldingen |
| Pakhuis verbouwd naar woonhuis met schoudergevel (Gouda-Centrum) | 1700-1800                           |                                               | Nieuwehaven 215 voorheen nr 213-213a                         | 52° 0' 43" NB, 4° 42' 19" OL | GM 0513/126 | Pakhuis verbouwd naar woonhuis met schoudergevel (Gouda-Centrum) |
| Herenhhuis met lijstgevel (Gouda-Centrum) | ongeveer 1850                       |                                               | Nieuwehaven 217 voorheen nr 215                              | 52° 0' 43" NB, 4° 42' 19" OL | GM 0513/127 | Herenhhuis met lijstgevel (Gouda-Centrum) |
| Voormalig pakhuis met Jugendstil motieven, nu bedrijfsruimte met bovenwoning (Gouda-Centrum) | Ongeveer 1900 - 1915                |                                               | Nieuwehaven 221-221a                                         | 52° 0' 43" NB, 4° 42' 19" OL | GM 0513/157 | Voormalig pakhuis met Jugendstil motieven, nu bedrijfsruimte met bovenwoning (Gouda-Centrum) |
| Voormalig pakhuis met bovenwoning, nu bedrijfsruimte met bovenwoning (Gouda-Centrum) | Ongeveer 1910                       |                                               | Nieuwehaven 222                                              | 52° 0' 46" NB, 4° 42' 23" OL | GM 0513/725 | Voormalig pakhuis met bovenwoning, nu bedrijfsruimte met bovenwoning (Gouda-Centrum) |
| Woonhuis (Gouda-Centrum) | Ongeveer 1875 - 1900                |                                               | Nieuwehaven 229                                              | 52° 0' 43" NB, 4° 42' 18" OL | GM 0513/158 | Woonhuis (Gouda-Centrum) |
| Woonhuis met klokgevel (Gouda-Centrum) | 1800-1825                           |                                               | Nieuwehaven 230                                              | 52° 0' 46" NB, 4° 42' 23" OL | GM 0513/506 | Woonhuis met klokgevel (Gouda-Centrum) |
| Voormalig schoolgebouw in eclectische stijl, schoolmeesterswoning en bijgebouw (Gouda-Centrum) | Ongeveer 1884 - 1893                | L. Burgersdijk en H.J. Nederhorst             | Nieuwehaven 308-308a-310-312 & Regentesseplantsoen 8a-9      | 52° 0' 44" NB, 4° 42' 19" OL | GM 0513/648 | Meer afbeeldingen |
| Woonhuis met afgeknotte klokgevel en een zadeldak (Gouda-Centrum) | Ongeveer 1800                       |                                               | Nieuwehaven 316                                              | 52° 0' 44" NB, 4° 42' 18" OL | GM 0513/649 | Woonhuis met afgeknotte klokgevel en een zadeldak (Gouda-Centrum) |
| Woonhuis (Gouda-Centrum) | eind 17e eeuw                       |                                               | Nieuwehaven 336                                              | 52° 0' 43" NB, 4° 42' 16" OL | GM 0513/650 | Woonhuis (Gouda-Centrum) |
| Bedrijfspand nu woonhuis (Gouda-Centrum) | 1850-1900                           |                                               | Nieuwe Markt 9                                               | 52° 0' 47" NB, 4° 42' 42" OL | GM 0513/216 | Bedrijfspand nu woonhuis (Gouda-Centrum) |
| Horeca/winkel met bovenwoning, een lijstgevel en mansardedak (Gouda-Centrum) | Ongeveer 1900 - 1915                |                                               | Nieuwe Markt 10                                              | 52° 0' 47" NB, 4° 42' 42" OL | GM 0513/217 | Horeca/winkel met bovenwoning, een lijstgevel en mansardedak (Gouda-Centrum) |
| Twee winkels met bovenwoningen (Gouda-Centrum) |                                     |                                               | Nieuwe Markt 12-13                                           | 52° 0' 47" NB, 4° 42' 42" OL | GM 0513/218 | Twee winkels met bovenwoningen (Gouda-Centrum) |
| Winkel/woonhuis.De pui heeft enige Jugendstil kenmerken (Gouda-Centrum) |                                     |                                               | Nieuwe Markt 14                                              | 52° 0' 47" NB, 4° 42' 42" OL | GM 0513/219 | Winkel/woonhuis.De pui heeft enige Jugendstil kenmerken (Gouda-Centrum) |
| Horeca met bovenwoning (Gouda-Centrum) |                                     |                                               | Nieuwe Markt 15-16                                           | 52° 0' 47" NB, 4° 42' 42" OL | GM 0513/220 | Horeca met bovenwoning (Gouda-Centrum) |
| Winkel/woonhuis (Gouda-Centrum) | 1900-1925                           |                                               | Nieuwe Markt 17                                              | 52° 0' 48" NB, 4° 42' 43" OL | GM 0513/221 | Winkel/woonhuis (Gouda-Centrum) |
| Winkel/woonhuis met lagere aanbouw en achterhuis aan de Wilhelminastraat (Gouda-Centrum) |                                     |                                               | Nieuwe Markt 18 & Wilhelminastraat 61                        | 52° 0' 48" NB, 4° 42' 43" OL | GM 0513/192 | Meer afbeeldingen |
| Woonhuis met erker en bedrijfsruimte aan Punt (Gouda-Centrum) | 1905                                | Gebroeders Dessing (erker)                    | Nieuwe Veerstal 7 & Punt 6-8                                 | 52° 0' 26" NB, 4° 42' 52" OL | GM 0513/855 | Meer afbeeldingen |
| Monument Wielrijdersbank. Bakstenen zitbank met een zitvlak van houten planken. Drie natuurstenen gedenkstenen met opschrift. Midden: Aan de Goudsche Burgerij 15 juli 1940. Links: September 1939 juli 1940. Rechts: Aangeboden door het Depôt-Wielrijders. (Gouda-Centrum) | 1940                                |                                               | Nieuwe Veerstal en Houtmansplantsoen                         |                              | GM 0513/858 | Monument Wielrijdersbank. Bakstenen zitbank met een zitvlak van houten planken. Drie natuurstenen gedenkstenen met opschrift. Midden: Aan de Goudsche Burgerij 15 juli 1940. Links: September 1939 juli 1940. Rechts: Aangeboden door het Depôt-Wielrijders. (Gouda-Centrum) |
| Bedrijfsruimte met bovenwoning, drie bouwlagen, gepleisterde klokgevel met schijnvoegen, kroonlijst en een zadeldak (Gouda-Centrum) | 1850-1900                           |                                               | Nonnenwater 3                                                | 52° 0' 39" NB, 4° 42' 18" OL | GM 0513/690 | Bedrijfsruimte met bovenwoning, drie bouwlagen, gepleisterde klokgevel met schijnvoegen, kroonlijst en een zadeldak (Gouda-Centrum) |
| Bedrijfsruimte met bovenwoning met drie bouwlagen, gepleisterde ingezwenkte gevel, mansardedak, (Gouda-Centrum) | Ongeveer 1875 - 1900                |                                               | Nonnenwater 4                                                | 52° 0' 39" NB, 4° 42' 18" OL | GM 0513/691 | Bedrijfsruimte met bovenwoning met drie bouwlagen, gepleisterde ingezwenkte gevel, mansardedak, (Gouda-Centrum) |
| Pakhuis met bovenwoning met drie bouwlagen, gepleisterde klokgevel en mansardedak. (Gouda-Centrum) | 1850-1900                           |                                               | Nonnenwater 5                                                | 52° 0' 39" NB, 4° 42' 18" OL | GM 0513/692 | Pakhuis met bovenwoning met drie bouwlagen, gepleisterde klokgevel en mansardedak. (Gouda-Centrum) |
| Winkel/woonhuis met vier bouwlagen waaronder een kelder, pui en gevel met Jugendstil kenmerken (Gouda-Centrum) | Pui uit 1910, bovengevel uit 1906   |                                               | Oosthaven 3                                                  | 52° 0' 37" NB, 4° 42' 39" OL | GM 0513/443 | Winkel/woonhuis met vier bouwlagen waaronder een kelder, pui en gevel met Jugendstil kenmerken (Gouda-Centrum) |
| Winkel/woonhuis met vier bouwlagen, wit gepleisterde gevel met schijnvoegen, zadeldak en kroonlijst met klossen (Gouda-Centrum) | 1909-1910                           |                                               | Oosthaven 4                                                  | 52° 0' 37" NB, 4° 42' 39" OL | GM 0513/444 | Winkel/woonhuis met vier bouwlagen, wit gepleisterde gevel met schijnvoegen, zadeldak en kroonlijst met klossen (Gouda-Centrum) |
| Winkel/woonhuis met Jugendstil kenmerken, vier bouwlagen waaronder een kelder, gepleisterde voorgevel, afgeronde etalageruit en een zadeldak. Achter de Kerk: Vrijstaand pakhuis aan de gracht van Achter de Kerk met bakstenen voorgevel en geveltop met bakstenen balustrade (Gouda-Centrum) | ongeveer 1860                       |                                               | Oosthaven 5-6 & Achter de Kerk 11                            | 52° 0' 37" NB, 4° 42' 39" OL | GM 0513/445 | Meer afbeeldingen |
| Winkel/woonhuis met magazijnen van een schoenmakersbedrijf, met vier bouwlagen, gevel met Jugendstil motieven. Nummer 13a: Winkel/woonhuis met vier bouwlagen waaronder en kelder met tongewelf uit de 14de of 15de eeuw, lijstgevel en een plat dak. Zijingang aan Molenwerf 2 (Gouda-Centrum) | Ongeveer 1915                       |                                               | Oosthaven 13-13a & Molenwerf 2                               | 52° 0' 35" NB, 4° 42' 42" OL | GM 0513/36  | Meer afbeeldingen |
| Voormalige bakkerswinkel met bovenwoning. Vier bouwlagen, bakstenen lijstgevel, gestucte pui en een zadeldak. Onder het pand bevindt zich een middeleeuws riool. Het riool loopt in de lengte-richting (oost, Molenwerf- west, Westhaven) van het huis. (Gouda-Centrum) | bovengevel 1830. pui 1930           |                                               | Oosthaven 14                                                 | 52° 0' 35" NB, 4° 42' 42" OL | GM 0513/487 | Meer afbeeldingen |
| Winkel/woonhuis met drie bouwlagen, gepleisterde bovengevel, zadeldak en dubbele deuren en etalage met een getoogd bovenlicht. (Gouda-Centrum) | 1850-1900                           |                                               | Oosthaven 19                                                 | 52° 0' 34" NB, 4° 42' 43" OL | GM 0513/446 | Winkel/woonhuis met drie bouwlagen, gepleisterde bovengevel, zadeldak en dubbele deuren en etalage met een getoogd bovenlicht. (Gouda-Centrum) |
| Winkel/woonhuis met drie bouwlagen, bakstenen gevel in Neorenaissancestijl en een zadeldak (Gouda-Centrum) | ongeveer 1905                       |                                               | Oosthaven 21-22                                              | 52° 0' 34" NB, 4° 42' 43" OL | GM 0513/447 | Winkel/woonhuis met drie bouwlagen, bakstenen gevel in Neorenaissancestijl en een zadeldak (Gouda-Centrum) |
| Horeca met bovenwoning, oorspronkelijk twee woonhuizen, gezamenlijk een pui uit 1930 (Gouda-Centrum) | Linker pand 1885, rechter pand 1910 |                                               | Oosthaven 23-23a                                             | 52° 0' 34" NB, 4° 42' 43" OL | GM 0513/448 | Horeca met bovenwoning, oorspronkelijk twee woonhuizen, gezamenlijk een pui uit 1930 (Gouda-Centrum) |
| Winkel/woonhuis met drie bouwlagen, bouwstijl: Jugendstil (Gouda-Centrum) | Ongeveer 1910                       |                                               | Oosthaven 34                                                 | 52° 0' 32" NB, 4° 42' 45" OL | GM 0513/452 | Meer afbeeldingen |
| Woonhuis met drie bouwlagen, bakstenen voorgevel in de Neorenaissance stijl en een schilddak (Gouda-Centrum) | Ongeveer 1890                       |                                               | Oosthaven 38                                                 | 52° 0' 31" NB, 4° 42' 45" OL | GM 0513/453 | Woonhuis met drie bouwlagen, bakstenen voorgevel in de Neorenaissance stijl en een schilddak (Gouda-Centrum) |
| Vrijthofje Woonhuis met twee bouwlagen, een driezijdige erker en een plat dak. Op het achterterrein staat nog een voormalig hofjeswoning (Gouda-Centrum) | Ongeveer 1906                       |                                               | Oosthaven 41-43                                              | 52° 0' 31" NB, 4° 42' 46" OL | GM 0513/507 | Meer afbeeldingen |
| Woonhuis met drie bouwlagen in de Amsterdamse school stijl, bakstenen gevel met sier metselwerk, erker en een plat dak (Gouda-Centrum) | Ongeveer 1926                       |                                               | Oosthaven 48                                                 | 52° 0' 31" NB, 4° 42' 46" OL | GM 0513/454 | Woonhuis met drie bouwlagen in de Amsterdamse school stijl, bakstenen gevel met sier metselwerk, erker en een plat dak (Gouda-Centrum) |
| Woonhuis met vier bouwlagen, rode bakstenen voorgevel met kroonlijst, dakkapel in Neorenaissance stijl en een zadeldak met voorschild (Gouda-Centrum) | Ongeveer 1890                       |                                               | Oosthaven 49                                                 | 52° 0' 31" NB, 4° 42' 46" OL | GM 0513/455 | Woonhuis met vier bouwlagen, rode bakstenen voorgevel met kroonlijst, dakkapel in Neorenaissance stijl en een zadeldak met voorschild (Gouda-Centrum) |
| Herenhuis in Neorenaissance stijl met vijf bouwlagen, bakstenen gevel met oranje bakstenen speklagen, siermetselwerk, diamantkoppen, cartouches, hoofdgestel met dertien consoles, een fries met siermetselwerk en een zadeldak (Gouda-Centrum) | Ongeveer 1910                       |                                               | Oosthaven 53                                                 | 52° 0' 30" NB, 4° 42' 47" OL | GM 0513/378 | Herenhuis in Neorenaissance stijl met vijf bouwlagen, bakstenen gevel met oranje bakstenen speklagen, siermetselwerk, diamantkoppen, cartouches, hoofdgestel met dertien consoles, een fries met siermetselwerk en een zadeldak (Gouda-Centrum) |
| Herenhuis, hoekpand in Neorenaissance stijl met vier bouwlagen, siermetselwerk, bakstenen gevels met speklagen, topgevel met vensters, kroonlijst en een plat dak met dakschilden (Gouda-Centrum) |                                     |                                               | Oosthaven 59                                                 | 52° 0' 28" NB, 4° 42' 48" OL | GM 0513/323 | Herenhuis, hoekpand in Neorenaissance stijl met vier bouwlagen, siermetselwerk, bakstenen gevels met speklagen, topgevel met vensters, kroonlijst en een plat dak met dakschilden (Gouda-Centrum) |
| Op 60-61, Pakhuis met bovenwoning, drie bouwlagen, gepleisterde voorgevel met schijnvoegen en een zadeldak met voorschild. Op 62, Woonhuis met drie bouwlagen, gepleisterde lijstgevel met schijnvoegen, bakgoot op klossen en een schilddak (Gouda-Centrum) | Ongeveer 1880                       |                                               | Oosthaven 60-61-62                                           | 52° 0' 28" NB, 4° 42' 48" OL | GM 0513/456 | Op 60-61, Pakhuis met bovenwoning, drie bouwlagen, gepleisterde voorgevel met schijnvoegen en een zadeldak met voorschild. Op 62, Woonhuis met drie bouwlagen, gepleisterde lijstgevel met schijnvoegen, bakgoot op klossen en een schilddak (Gouda-Centrum) |
| Bedrijfsruimte met bovenwoning met drie bouwlagen, bakstenen gevel met speklagen, kroonlijst met consoles en in het schilddak een dakkapel met wangen en een fronton (Gouda-Centrum) | 1895                                |                                               | Oosthaven 64-65                                              | 52° 0' 28" NB, 4° 42' 49" OL | GM 0513/458 | Bedrijfsruimte met bovenwoning met drie bouwlagen, bakstenen gevel met speklagen, kroonlijst met consoles en in het schilddak een dakkapel met wangen en een fronton (Gouda-Centrum) |
| Woonhuis met drie bouwlagen, zadeldak, bakstenen afgeknotte tuitgevel uit ca.1905, balkon met houten balustrade, gestucte lateien met art-nouveaudecoraties, zakgoten gesteund door korbelen en sleutelstukken en een topgevel met twee verticale uitmetselingen (Gouda-Centrum) | Ongeveer 1905                       |                                               | Oosthaven 66                                                 | 52° 0' 27" NB, 4° 42' 49" OL | GM 0513/159 | Woonhuis met drie bouwlagen, zadeldak, bakstenen afgeknotte tuitgevel uit ca.1905, balkon met houten balustrade, gestucte lateien met art-nouveaudecoraties, zakgoten gesteund door korbelen en sleutelstukken en een topgevel met twee verticale uitmetselingen (Gouda-Centrum) |
| Beneden- en bovenwoning, het linker deel is in 1934 verhoogd. Links: vier bouwlagen, waaronder een souterrain, mansardedak en kroonlijst. Rechts: twee bouwlagen en een plat dak, gevel met afgesloten met een bakstenen balustrade. Alle boogvelden zijn gestuct en gedecoreerd. Twee deuren in Neorenaissance stijl en een bovenlicht met glas-in-loodvensters. (Gouda-Centrum)                                                                                           | 1911                                | .                                             | Oosthaven 70-71                                              | 52° 0' 27" NB, 4° 42' 50" OL | GM 0513/460 | Beneden- en bovenwoning, het linker deel is in 1934 verhoogd. Links: vier bouwlagen, waaronder een souterrain, mansardedak en kroonlijst. Rechts: twee bouwlagen en een plat dak, gevel met afgesloten met een bakstenen balustrade. Alle boogvelden zijn gestuct en gedecoreerd. Twee deuren in Neorenaissance stijl en een bovenlicht met glas-in-loodvensters. (Gouda-Centrum)                           |
| Woonhuis, voormalig pakhuis, gelegen aan het water, vier bouwlagen, bakstenen gevel, 3 dubbele deuren met rondboog of segmentboog of strek, in- en uitgezwenkte geveltop en een zadeldak (Gouda-Centrum) | 1750-1800                           |                                               | Peperstraat 1                                                | 52° 0' 35" NB, 4° 42' 35" OL | GM 0513/213 | Meer afbeeldingen |
| Woonhuis met drie bouwlagen, bakstenen lijstgevel, wit gepleisterde begane grond, ramen met sierbanden van oranje-rode geglazuurde verblendsteen en een plat dak (Opmerking: GM link heeft het over huisnummer 2a/2b) (Gouda-Centrum) | 1875-1925                           |                                               | Peperstraat 2b, 2c                                           | 52° 0' 35" NB, 4° 42' 35" OL | GM 0513/214 | Woonhuis met drie bouwlagen, bakstenen lijstgevel, wit gepleisterde begane grond, ramen met sierbanden van oranje-rode geglazuurde verblendsteen en een plat dak (Opmerking: GM link heeft het over huisnummer 2a/2b) (Gouda-Centrum) |
| Bedrijfsruimte met bovenwoning met drie bouwlagen, rechthoekig beëindigde gevel, geveltop met rollaag en tandlijst, driedelige pakhuisdeur, erker met balkon en een plat dak (Gouda-Centrum) | Ongeveer 1900 - 1925                |                                               | Peperstraat 4-4a                                             | 52° 0' 35" NB, 4° 42' 35" OL | GM 0513/215 | Bedrijfsruimte met bovenwoning met drie bouwlagen, rechthoekig beëindigde gevel, geveltop met rollaag en tandlijst, driedelige pakhuisdeur, erker met balkon en een plat dak (Gouda-Centrum) |
| Bedrijfsruimte met bovenwoning met drie bouwlagen, mansardedak, bakstenen lijstgevel met gestucte speklagen, houten pui met vijf pakhuisdeuren met pilasters en kroonlijst, boven de twee andere deuren decoratief stucwerk (Gouda-Centrum) | Ongeveer 1875 - 1900                |                                               | Peperstraat 6-8                                              | 52° 0' 35" NB, 4° 42' 35" OL | GM 0513/204 | Bedrijfsruimte met bovenwoning met drie bouwlagen, mansardedak, bakstenen lijstgevel met gestucte speklagen, houten pui met vijf pakhuisdeuren met pilasters en kroonlijst, boven de twee andere deuren decoratief stucwerk (Gouda-Centrum) |
| Woonhuis, voormalig pakhuis met bovenwoning, met drie bouwlagen, bakstenen lijstgevel, houten driezijdige erker met balkon, geveltop met gemetseld fries, gootklossen en gootlijst en een zadeldak met blauwe Hollandse pannen (Gouda-Centrum) | Ongeveer 1900 - 1925                |                                               | Peperstraat 10-12                                            | 52° 0' 35" NB, 4° 42' 35" OL | GM 0513/205 | Woonhuis, voormalig pakhuis met bovenwoning, met drie bouwlagen, bakstenen lijstgevel, houten driezijdige erker met balkon, geveltop met gemetseld fries, gootklossen en gootlijst en een zadeldak met blauwe Hollandse pannen (Gouda-Centrum) |
| Bedrijfsruimte met bovenwoning, vier bouwlagen, bakstenen lijstgevel, kroonlijst, dakkapel en mansardekap (Gouda-Centrum) | 1900                                |                                               | Peperstraat 14                                               | 52° 0' 34" NB, 4° 42' 36" OL | GM 0513/206 | Bedrijfsruimte met bovenwoning, vier bouwlagen, bakstenen lijstgevel, kroonlijst, dakkapel en mansardekap (Gouda-Centrum) |
| Bedrijfsruimte/woonhuis, drie bouwlagen, wit gepleisterde gevel met schijnvoegen en een kroonlijst (Gouda-Centrum) |                                     |                                               | Peperstraat 16-16a                                           | 52° 0' 34" NB, 4° 42' 36" OL | GM 0513/207 | Bedrijfsruimte/woonhuis, drie bouwlagen, wit gepleisterde gevel met schijnvoegen en een kroonlijst (Gouda-Centrum) |
| Bedrijfsruimte met bovenwoning, drie bouwlagen, rode bakstenen lijstgevel, driezijdige erker met glas-in-loodbovenramen, gootlijst met zes gootblokken en een mansardedak (Gouda-Centrum) | Ongeveer 1925                       |                                               | Peperstraat 26                                               | 52° 0' 34" NB, 4° 42' 37" OL | GM 0513/208 | Bedrijfsruimte met bovenwoning, drie bouwlagen, rode bakstenen lijstgevel, driezijdige erker met glas-in-loodbovenramen, gootlijst met zes gootblokken en een mansardedak (Gouda-Centrum) |
| Dubbel woonhuis, drie bouwlagen, grauwe bakstenen lijstgevel, dakkapel met fronton, kroonlijst en schilddak (Gouda-Centrum) |                                     |                                               | Peperstraat 36-38                                            | 52° 0' 33" NB, 4° 42' 38" OL | GM 0513/210 | Meer afbeeldingen |
| Bedrijfsruimte met bovenwoning, drie bouwlagen, wit gepleisterde lijstgevel, aan de linker kant een driezijdig topgevel met stolpraam, pui met gesneden houtwerk, gootlijst met gootblokken en daaronder een tandlijst en een schiddak (Gouda-Centrum) | 1900-1925                           |                                               | Peperstraat 46                                               | 52° 0' 32" NB, 4° 42' 39" OL | GM 0513/211 | Bedrijfsruimte met bovenwoning, drie bouwlagen, wit gepleisterde lijstgevel, aan de linker kant een driezijdig topgevel met stolpraam, pui met gesneden houtwerk, gootlijst met gootblokken en daaronder een tandlijst en een schiddak (Gouda-Centrum) |
| Woonhuis, voormalig pakhuis met bovenwoning, met drie bouwlagen, pui met schijnvoegen, twee gestucte waterlijsten, kroonlijst en een zadeldak (Gouda-Centrum) | Ongeveer 1900                       |                                               | Peperstraat 48                                               | 52° 0' 32" NB, 4° 42' 39" OL | GM 0513/265 | Woonhuis, voormalig pakhuis met bovenwoning, met drie bouwlagen, pui met schijnvoegen, twee gestucte waterlijsten, kroonlijst en een zadeldak (Gouda-Centrum) |
| Voormalige vrijstaande rectorswoning, aan een gracht, achter Westhaven 52, twee bouwlagen, gevels in ijsselsteen, voorgevel met middenrisaliet en tuitgevel, waterdorpel in donkere baksteen, bakstenen strekken- en rollaag, kroonlijst en zadeldak. (Gouda-Centrum) | Ongeveer 1895                       |                                               | Peperstraat 51                                               | 52° 0' 28" NB, 4° 42' 43" OL | GM 0513/238 | Meer afbeeldingen |
| Woonhuizen. Peperstraat & Hof van Adriaan 4. Peperstraat: Drie woonhuizen en poort, met drie bouwlagen, rode bakstenen voorgevel, hoofdgestel met fries en zeven velden met Lodewijk XIV-ornament en een mansardedak. Hof van Adriaan: Woonhuis, twee bouwlagen, lijstgevel uit gele IJsselsteen, negenruits schuiframen, kleine aanbouw, gootlijst en een schilddak (Gouda-Centrum)                                                                                        |                                     |                                               | Peperstraat 54-56-58 & Hof van Adriaan 4                     | 52° 0' 32" NB, 4° 42' 39" OL | GM 0513/190 | Meer afbeeldingen |
| Woonhuis met vier bouwlagen, gepleisterde tuitgevel met schijnvoegen, geveltop met uitkragende bakstenen rollaag en een zadeldak met rode Hollandse pannen (Gouda-Centrum) | 1919                                |                                               | Peperstraat 72                                               | 52° 0' 31" NB, 4° 42' 40" OL | GM 0513/160 | Woonhuis met vier bouwlagen, gepleisterde tuitgevel met schijnvoegen, geveltop met uitkragende bakstenen rollaag en een zadeldak met rode Hollandse pannen (Gouda-Centrum) |
| Bedrijfsruimte met bovenwoning (voormalig pakhuis met bovenwoning), drie bouwlagen, rode bakstenen gevel met gele baksteenlagen, vier boogvullingen met tegels, kroonlijst en een plat dak (Gouda-Centrum) | ongeveer 1910                       |                                               | Peperstraat 86-88                                            | 52° 0' 30" NB, 4° 42' 41" OL | GM 0513/231 | Bedrijfsruimte met bovenwoning (voormalig pakhuis met bovenwoning), drie bouwlagen, rode bakstenen gevel met gele baksteenlagen, vier boogvullingen met tegels, kroonlijst en een plat dak (Gouda-Centrum) |
| Bedrijfsruimte met bovenwoning, drie bouwlagen, gepleisterde afgeknotte gevel, korfboog boven twee pakhuisdeuren, zes rozet-ankers, geveltop met gestucte rollaag, hoofdgestel met fries en kroonlijst en een zadeldak met rode pannen (Gouda-Centrum) | 1879                                |                                               | Peperstraat 90                                               | 52° 0' 30" NB, 4° 42' 41" OL | GM 0513/232 | Bedrijfsruimte met bovenwoning, drie bouwlagen, gepleisterde afgeknotte gevel, korfboog boven twee pakhuisdeuren, zes rozet-ankers, geveltop met gestucte rollaag, hoofdgestel met fries en kroonlijst en een zadeldak met rode pannen (Gouda-Centrum) |
| Winkel/woonhuis, drie bouwlagen, bakstenen gevel, begane grond met drie gemetselde penanten met een bovenzijde van siermetselwerk, houten erker met gepotdekselde borstwering en balkon, geveltop bestaande uit een gemetselde driehoek en twee vierkante penanten, zadeldak met rode verbeterde Hollandse pannen (Gouda-Centrum) | 1924                                |                                               | Peperstraat 98-98a                                           | 52° 0' 29" NB, 4° 42' 42" OL | GM 0513/233 | Winkel/woonhuis, drie bouwlagen, bakstenen gevel, begane grond met drie gemetselde penanten met een bovenzijde van siermetselwerk, houten erker met gepotdekselde borstwering en balkon, geveltop bestaande uit een gemetselde driehoek en twee vierkante penanten, zadeldak met rode verbeterde Hollandse pannen (Gouda-Centrum)                                                                           |
| Woonhuis met drie bouwlagen, gepleisterde lijstgevel met schijnvoegen en -strekken, boven een waterlijst springt de verdieping iets terug, vier sierankers, kroonlijst en een mansardekap met zwarte verbeterde Hollandse pannen (Gouda-Centrum) | 1850-1900                           |                                               | Peperstraat 110                                              | 52° 0' 28" NB, 4° 42' 42" OL | GM 0513/234 | Woonhuis met drie bouwlagen, gepleisterde lijstgevel met schijnvoegen en -strekken, boven een waterlijst springt de verdieping iets terug, vier sierankers, kroonlijst en een mansardekap met zwarte verbeterde Hollandse pannen (Gouda-Centrum) |
| Bedrijfsruimte met bovenwoning, drie bouwlagen, gepleisterde lijstgevel met schijnvoegen en -strekken, dakkapel met voluten en fronton en een mansardekap met rode Hollandse pannen (Gouda-Centrum) | Ongeveer 1850 - 1875                |                                               | Peperstraat 112-114                                          | 52° 0' 28" NB, 4° 42' 43" OL | GM 0513/379 | Bedrijfsruimte met bovenwoning, drie bouwlagen, gepleisterde lijstgevel met schijnvoegen en -strekken, dakkapel met voluten en fronton en een mansardekap met rode Hollandse pannen (Gouda-Centrum) |
| Bedrijfsruimte met bovenwoning, drie bouwlagen, Neoclassicistische wit gepleisterde lijstgevel, boven de deuren segment- en rondboogvormen en kleine gotische consoles, dakkapel met hijsbalk, kroonlijst en een schilddak met rode verbeterde Hollandse pannen (Gouda-Centrum) | 1850-1875                           |                                               | Peperstraat 116                                              | 52° 0' 28" NB, 4° 42' 43" OL | GM 0513/52  | Bedrijfsruimte met bovenwoning, drie bouwlagen, Neoclassicistische wit gepleisterde lijstgevel, boven de deuren segment- en rondboogvormen en kleine gotische consoles, dakkapel met hijsbalk, kroonlijst en een schilddak met rode verbeterde Hollandse pannen (Gouda-Centrum) |
| Bedrijfsruimte met bovenwoning, drie bouwlagen, bakstenen lijstgevel met gepleisterde speklagen, boven de begane grond een brede gepleisterde band, kroonlijst en een mansardedak (Gouda-Centrum) | 1875-1900                           |                                               | Peperstraat 120                                              | 52° 0' 28" NB, 4° 42' 43" OL | GM 0513/172 | Bedrijfsruimte met bovenwoning, drie bouwlagen, bakstenen lijstgevel met gepleisterde speklagen, boven de begane grond een brede gepleisterde band, kroonlijst en een mansardedak (Gouda-Centrum) |
| Bedrijfsruimte met bovenwoning, voormalig pakhuis, drie bouwlagen, gepleisterde lijstgevel, kroonlijst met hijsbalk, dakkapel met vierruits roedenverdeling in de ramen en een plat dak met boven de voorgevel een dakschild (Gouda-Centrum) | ongeveer 1850                       |                                               | Peperstraat 122                                              | 52° 0' 28" NB, 4° 42' 43" OL | GM 0513/161 | Bedrijfsruimte met bovenwoning, voormalig pakhuis, drie bouwlagen, gepleisterde lijstgevel, kroonlijst met hijsbalk, dakkapel met vierruits roedenverdeling in de ramen en een plat dak met boven de voorgevel een dakschild (Gouda-Centrum) |
| Pakhuis, drie bouwlagen, gedrukte tuitgevel van rode bakstenen gemetseld in kruisverband, zes sierankers, geveltop met muizetand, rollaag en twee gegoten hoekstenen, nis met hijsbalk en een zadeldak met rode Hollandse pannen (Gouda-Centrum) | 1894                                |                                               | Peperstraat 126                                              | 52° 0' 27" NB, 4° 42' 43" OL | GM 0513/183 | Pakhuis, drie bouwlagen, gedrukte tuitgevel van rode bakstenen gemetseld in kruisverband, zes sierankers, geveltop met muizetand, rollaag en twee gegoten hoekstenen, nis met hijsbalk en een zadeldak met rode Hollandse pannen (Gouda-Centrum) |
| Armenkerk of Kleine Kerk met gepleisterde symmetrische kerkgevel, drie rondboog vensters, middengedeelte met een risaliet en een mansardedak (Gouda-Centrum) | Ongeveer 1845                       |                                               | Peperstraat 128                                              | 52° 0' 27" NB, 4° 42' 44" OL | GM 0513/235 | Armenkerk of Kleine Kerk met gepleisterde symmetrische kerkgevel, drie rondboog vensters, middengedeelte met een risaliet en een mansardedak (Gouda-Centrum) |
| Bedrijfsruimte met bovenwoning, drie bouwlagen, bakstenen lijstgevel, balkon, segmentbogen met siermetselwerk, topgevel met tandlijst, kroonlijst en een plat dak (Gouda-Centrum) | Ongeveer 1931                       |                                               | Peperstraat 134-136                                          | 52° 0' 27" NB, 4° 42' 44" OL | GM 0513/236 | Bedrijfsruimte met bovenwoning, drie bouwlagen, bakstenen lijstgevel, balkon, segmentbogen met siermetselwerk, topgevel met tandlijst, kroonlijst en een plat dak (Gouda-Centrum) |
| Woonhuis met drie bouwlagen, bakstenen lijstgevel, gestucte pui met schijnvoegen, segmentbogen in rode baksteen, geveltop met hoofdgestel, fries, drie consoles en een mansardedak (Gouda-Centrum) | 1890                                |                                               | Peperstraat 138                                              | 52° 0' 27" NB, 4° 42' 44" OL | GM 0513/237 | Woonhuis met drie bouwlagen, bakstenen lijstgevel, gestucte pui met schijnvoegen, segmentbogen in rode baksteen, geveltop met hoofdgestel, fries, drie consoles en een mansardedak (Gouda-Centrum) |
| Bedrijfsruimte met bovenwoning, in oorsprong 15e eeuw pakhuis, twee bouwlagen, bakstenen gedrukte klokgevel, vier muurankers, geveltop met rollaag, hijsbalk, kroonlijst en een schilddak (Gouda-Centrum) | 1875-1900                           |                                               | Peperstraat 140                                              | 52° 0' 26" NB, 4° 42' 44" OL | GM 0513/212 | Bedrijfsruimte met bovenwoning, in oorsprong 15e eeuw pakhuis, twee bouwlagen, bakstenen gedrukte klokgevel, vier muurankers, geveltop met rollaag, hijsbalk, kroonlijst en een schilddak (Gouda-Centrum) |
| Bedrijfsruimte en woonhuis, een deel van het pand is de Stadsmuur uit 1582. Pand met drie bouwlagen, wit gepleisterde gevel, bakgoot met klossen en een zadeldak (Gouda-Centrum) | Kern uit 1600                       |                                               | Punt 2a, 2c, 4                                               | 52° 0' 26" NB, 4° 42' 51" OL | GM 0513/189 | Meer afbeeldingen |
| Complex van twee pakhuizen met bovenwoningen in de stijl van het Neoclassicisme. Drie bouwlagen, bakstenen lijstgevels, gepleisterde pui met schijnvoegen. Blinde bakstenen zijgevels, geveltop met fries, kroonlijst en een zadeldak en rechts een mansardedak. (Gouda-Centrum) | Ongeveer 1875 - 1900                |                                               | Punt 3-5-7-9                                                 | 52° 0' 27" NB, 4° 42' 51" OL | GM 0513/693 | Meer afbeeldingen |
| De Volmolen (machine), Bedrijfspand en woonhuis met een veertiende-eeuwse kelder, een restant van het voormalige kasteel van Gouda. Het woonhuis aan de achterzijde is gebouwd in de art-nouveaustijl (Gouda-Centrum) |                                     |                                               | Punt 11                                                      | 52° 0' 26" NB, 4° 42' 52" OL | GM 0513/694 | Meer afbeeldingen |
| Twee woonhuizen met kelders, een restant van het voormalige kasteel van Gouda. De panden hebben vier bouwlagen, portiek met stenen trap, links: vierkante erker, rechts: een balkon. De Jugendstil motieven van het linker pand zijn overschilderd. Het rechter pand heeft gedecoreerde boogvelden met siertegels, een wapenschild, de initialen links JB en rechts NW. De geveltop heeft een kroonlijst en een fries in drie delen met Anno -Toppunt-1901. (Gouda-Centrum) | Ongeveer 1901 - 1902                |                                               | Punt 13-15                                                   | 52° 0' 27" NB, 4° 42' 53" OL | GM 0513/728 | Meer afbeeldingen |